# Morti nel 1976
| Questa pagina contiene informazioni ricavate automaticamente dalle voci biografiche con l'ausilio del template Bio e di un bot. L'aggiornamento è periodico e automatico e ricostruisce completamente la pagina. Se manca una persona in questa lista, sei pregato di non aggiungerla, ma accertati piuttosto che la sua voce biografica contenga il template Bio e che i dati anagrafici siano correttamente compilati. Se il template Bio manca, inseriscilo tu stesso o, in alternativa, metti l'avviso {{tmp\|Bio}} che ne segnala la mancanza. Se i dati riportati sono sbagliati, correggi direttamente la voce biografica; le modifiche saranno visibili in questa lista entro pochi giorni. Per chiarimenti vedi il progetto biografie. La lista contiene solo le 1.227 persone che sono citate nell'enciclopedia e per le quali è stato implementato correttamente il template Bio. Pagina aggiornata al 18 ago 2025. |

## Gennaio(101)
- 1º gennaio - Tarab Abdul Hadi, attivista palestinese (n. 1910)
- 1º gennaio - Mario Alborta, calciatore boliviano (n. 1910)
- 1º gennaio - Walter Janssen, attore e regista tedesco (n. 1887)
- 1º gennaio - Oleg Ošenkov, allenatore di calcio e calciatore sovietico (n. 1911)
- 1º gennaio - Augusto Ravetta, calciatore italiano (n. 1910)
- 2 gennaio - Danny Reddin, cestista irlandese (n. 1914)
- 2 gennaio - Antonio Romano, politico italiano (n. 1895)
- 2 gennaio - Raphael J. Sevilla, regista, sceneggiatore e produttore cinematografico messicano (n. 1905)
- 3 gennaio - John Ainsworth-Davis, velocista britannico (n. 1895)
- 4 gennaio - Rudolph Minkowski, astronomo tedesco (n. 1895)
- 4 gennaio - Giuseppe Peretti, medico, fisiologo e politico italiano (n. 1904)
- 5 gennaio - John Aloysius Costello, avvocato e politico irlandese (n. 1891)
- 5 gennaio - Checco Durante, attore e poeta italiano (n. 1893)
- 5 gennaio - Mal Evans, manager e musicista britannico (n. 1935)
- 5 gennaio - Hamit Kaplan, lottatore turco (n. 1934)
- 5 gennaio - Max Kleiber, biologo svizzero (n. 1893)
- 5 gennaio - Georges Migot, compositore, poeta e pittore francese (n. 1891)
- 5 gennaio - Károly Takács, tiratore a segno ungherese (n. 1910)
- 6 gennaio - Óscar Esplá, compositore spagnolo (n. 1886)
- 6 gennaio - Henry George, pistard belga (n. 1891)
- 6 gennaio - Theo de Haas, calciatore olandese (n. 1902)
- 7 gennaio - Carlo Cantini, calciatore italiano (n. 1897)
- 7 gennaio - Laurence Feininger, musicologo e presbitero tedesco (n. 1909)
- 7 gennaio - Miriam O'Brien Underhill, alpinista, ambientalista e attivista statunitense (n. 1898)
- 7 gennaio - Marjorie Whitaker, scrittrice inglese (n. 1895)
- 8 gennaio - George Baker, baritono e attore inglese (n. 1885)
- 8 gennaio - Anibal José, calciatore portoghese (n. 1904)
- 8 gennaio - Pierre Jean Jouve, scrittore e poeta francese (n. 1887)
- 8 gennaio - Bruno Mello, pittore e scenografo italiano (n. 1896)
- 8 gennaio - Emilio Secci, politico italiano (n. 1912)
- 8 gennaio - Georges Stuttler, calciatore francese (n. 1897)
- 8 gennaio - Zhou Enlai, politico, rivoluzionario e generale cinese (n. 1898)
- 9 gennaio - Roberto Di Martino, allenatore di calcio e calciatore italiano (n. 1903)
- 9 gennaio - Leopold Hofmann, calciatore austriaco (n. 1905)
- 9 gennaio - Sanshi Imai, micologo giapponese (n. 1900)
- 9 gennaio - Rupert Wildt, astronomo statunitense (n. 1905)
- 10 gennaio - Howlin' Wolf, cantante, chitarrista e armonicista statunitense (n. 1910)
- 10 gennaio - Stephen Ullmann, linguista e filologo ungherese (n. 1914)
- 10 gennaio - Michael Valente, militare statunitense (n. 1895)
- 11 gennaio - Arturo Lazoli, calciatore italiano (n. 1898)
- 11 gennaio - Virgilio Lilli, giornalista, scrittore e pittore italiano (n. 1907)
- 12 gennaio - Agatha Christie, scrittrice e drammaturga britannica (n. 1890)
- 12 gennaio - Segundo Durandal, calciatore boliviano (n. 1912)
- 12 gennaio - Philip Ford, regista e attore statunitense (n. 1900)
- 13 gennaio - Antonia Bolognesi, archivista italiana (n. 1896)
- 13 gennaio - Leonardo Dudreville, pittore italiano (n. 1885)
- 13 gennaio - Margaret Leighton, attrice inglese (n. 1922)
- 13 gennaio - Francesco Mariani, sindacalista e politico italiano (n. 1886)
- 13 gennaio - Isolda Menges, violinista britannica (n. 1893)
- 13 gennaio - Peter Scheider, militare austro-ungarico (n. 1890)
- 13 gennaio - Carlo Zanfrognini, pittore e restauratore italiano (n. 1897)
- 14 gennaio - Luigi Califano, biologo italiano (n. 1901)
- 14 gennaio - Juan D'Arienzo, musicista argentino (n. 1900)
- 14 gennaio - Isaac M. Laddon, ingegnere e progettista statunitense (n. 1894)
- 14 gennaio - Abdul Razak Hussein, politico malese (n. 1922)
- 14 gennaio - Muhammad Sakizli, politico libico (n. 1892)
- 14 gennaio - Thomas Kilgore Sherwood, ingegnere statunitense (n. 1903)
- 15 gennaio - Albino Manca, scultore italiano (n. 1897)
- 16 gennaio - Walter Becchia, ingegnere meccanico italiano (n. 1896)
- 16 gennaio - Luigi Di Paolantonio, politico italiano (n. 1921)
- 16 gennaio - Andrej Fajt, attore sovietico (n. 1903)
- 17 gennaio - Edgar Kail, calciatore inglese (n. 1900)
- 18 gennaio - Gertrud Gabl, sciatrice alpina austriaca (n. 1948)
- 18 gennaio - Friedrich Hollaender, compositore tedesco (n. 1896)
- 18 gennaio - Joseph Huber, ginnasta francese (n. 1893)
- 19 gennaio - Mario Martinez, politico italiano (n. 1901)
- 19 gennaio - Hidetsugu Yagi, ingegnere elettrotecnico giapponese (n. 1886)
- 20 gennaio - Thure Andersson, lottatore svedese (n. 1907)
- 20 gennaio - Fabrizio Lanza, politico italiano (n. 1896)
- 20 gennaio - Aurelio Spoto, partigiano e medico italiano (n. 1900)
- 21 gennaio - Joseph-Marie-Eugène Martin, cardinale e arcivescovo cattolico francese (n. 1891)
- 21 gennaio - Dinty Moore, hockeista su ghiaccio canadese (n. 1900)
- 21 gennaio - Albert Rohrbacher, calciatore francese (n. 1910)
- 21 gennaio - Domenico Sanfilippo, editore italiano (n. 1891)
- 22 gennaio - Fletcher Hanks, fumettista statunitense (n. 1887)
- 22 gennaio - Hermann Jónasson, politico islandese (n. 1896)
- 22 gennaio - Kiyoshi Ōkubo, serial killer giapponese (n. 1935)
- 23 gennaio - Erminio Blotta, scultore italiano (n. 1892)
- 23 gennaio - Guillermo Naylor, giocatore di polo argentino (n. 1884)
- 23 gennaio - Paul Robeson, attore e cantante statunitense (n. 1898)
- 24 gennaio - Emil Bodnăraș, generale, agente segreto e politico rumeno (n. 1904)
- 24 gennaio - Armand Feralli, calciatore svizzero (n. 1897)
- 24 gennaio - Georg Klotz, terrorista italiano (n. 1919)
- 25 gennaio - Victor Leopold Ehrenberg, storico tedesco (n. 1891)
- 25 gennaio - Giuliano Gerbi, giornalista italiano (n. 1905)
- 25 gennaio - Johannes Meyer, regista e sceneggiatore tedesco (n. 1888)
- 26 gennaio - Gabriele Allegra, presbitero, francescano e biblista italiano (n. 1907)
- 28 gennaio - Marcel Broodthaers, performance artist e poeta belga (n. 1924)
- 28 gennaio - Enzo Morelli, pittore e illustratore italiano (n. 1896)
- 28 gennaio - Ray Nance, trombettista, violinista e cantante statunitense (n. 1912)
- 28 gennaio - Oiva Tuominen, militare e aviatore finlandese (n. 1908)
- 29 gennaio - Augusto Bergamino, calciatore italiano (n. 1898)
- 29 gennaio - Veikko Huhtanen, ginnasta finlandese (n. 1919)
- 30 gennaio - Giuseppe Cesare Balbo, compositore italiano (n. 1884)
- 30 gennaio - Glynn Downey, cestista e allenatore di pallacanestro statunitense (n. 1915)
- 30 gennaio - Maurice Edelston, calciatore inglese (n. 1918)
- 30 gennaio - Jesse Fuller, musicista statunitense (n. 1896)
- 30 gennaio - Arnold Gehlen, filosofo, antropologo e sociologo tedesco (n. 1904)
- 31 gennaio - Jake Nagode, cestista statunitense (n. 1915)
- 31 gennaio - Fernand Sardou, attore, cantante e comico francese (n. 1910)
- 31 gennaio - Evert Taube, compositore, cantante e scrittore svedese (n. 1890)

## Febbraio(96)
- 1º febbraio - Werner Karl Heisenberg, fisico tedesco (n. 1901)
- 1º febbraio - Robert Martin, scrittore statunitense (n. 1908)
- 1º febbraio - Hans Richter, regista, pittore e scrittore tedesco (n. 1888)
- 1º febbraio - George Hoyt Whipple, medico e biochimico statunitense (n. 1878)
- 4 febbraio - Augusta Bertha Wagner, scrittrice, educatrice e missionaria statunitense (n. 1895)
- 4 febbraio - Fernando Cavallini, schermidore italiano (n. 1893)
- 4 febbraio - Blažo Jovanović, politico e partigiano jugoslavo (n. 1907)
- 4 febbraio - Roger Livesey, attore britannico (n. 1906)
- 5 febbraio - Ethel Shutta, attrice e cantante statunitense (n. 1896)
- 5 febbraio - Adolph Wold, calciatore norvegese (n. 1892)
- 6 febbraio - Jan van Breda Kolff, calciatore olandese (n. 1894)
- 6 febbraio - Martin Gareis, generale tedesco (n. 1891)
- 6 febbraio - Ritwik Ghatak, regista e scrittore indiano (n. 1925)
- 6 febbraio - Vince Guaraldi, compositore, pianista e musicista statunitense (n. 1928)
- 7 febbraio - Tino Ausenda, ciclista su strada italiano (n. 1919)
- 7 febbraio - Rezső Emődi, calciatore ungherese (n. 1903)
- 7 febbraio - Edward Flynn, pugile statunitense (n. 1909)
- 7 febbraio - William Greggan, tiratore di fune britannico (n. 1882)
- 7 febbraio - Knud Kirkeløkke, ginnasta danese (n. 1892)
- 7 febbraio - Ketty La Rocca, artista italiana (n. 1938)
- 8 febbraio - Albert Balink, regista e giornalista olandese (n. 1906)
- 8 febbraio - Athos Rogero Natali, pittore, scenografo e attore italiano (n. 1881)
- 8 febbraio - Anna di Sassonia, principessa (n. 1903)
- 8 febbraio - Ennio Zelioli-Lanzini, avvocato e politico italiano (n. 1899)
- 9 febbraio - Giustino De Cecco, politico italiano (n. 1911)
- 9 febbraio - Percy Faith, musicista, direttore d'orchestra e compositore canadese (n. 1908)
- 10 febbraio - Anthony Armstrong, scrittore canadese (n. 1897)
- 10 febbraio - Chung Kook-chin, allenatore di calcio e calciatore sudcoreano (n. 1917)
- 11 febbraio - Joseph Barboza, mafioso statunitense (n. 1932)
- 11 febbraio - Lee J. Cobb, attore statunitense (n. 1911)
- 11 febbraio - Alexander Lippisch, ingegnere tedesco (n. 1894)
- 11 febbraio - Fortunato Misiano, produttore cinematografico italiano (n. 1899)
- 11 febbraio - Dorothy Maud Wrinch, matematica e biochimica britannica (n. 1894)
- 12 febbraio - Luigi Bagnolati, politico italiano (n. 1892)
- 12 febbraio - Nello Boscagli, partigiano e politico italiano (n. 1905)
- 12 febbraio - Sal Mineo, attore, cantante e regista teatrale statunitense (n. 1939)
- 12 febbraio - Proinsias Stagg, attivista irlandese (n. 1942)
- 13 febbraio - William Herald, nuotatore australiano (n. 1900)
- 13 febbraio - John Lounsbery, disegnatore, regista e animatore statunitense (n. 1911)
- 13 febbraio - Murtala Mohammed, politico e generale nigeriano (n. 1938)
- 13 febbraio - Lily Pons, soprano francese (n. 1898)
- 13 febbraio - Paul Russo, pilota automobilistico statunitense (n. 1914)
- 14 febbraio - Guido Ferro, ingegnere italiano (n. 1898)
- 14 febbraio - Paul René Gauguin, pittore e scultore norvegese (n. 1911)
- 14 febbraio - Alberto Mondadori, editore, giornalista e scrittore italiano (n. 1914)
- 14 febbraio - Piero Scotti, pilota automobilistico italiano (n. 1909)
- 15 febbraio - Jean-Pierre Augert, sciatore alpino francese (n. 1946)
- 15 febbraio - Giuseppina Panzica, patriota italiana (n. 1905)
- 15 febbraio - Vasilij Vital'evič Šul'gin, politico russo (n. 1878)
- 16 febbraio - Torkild Garp, ginnasta danese (n. 1883)
- 16 febbraio - Mazzino Merlini, calciatore italiano (n. 1900)
- 16 febbraio - Manuel Olivares, calciatore e allenatore di calcio spagnolo (n. 1909)
- 16 febbraio - Giovanni Battista Podestà, artista italiano (n. 1895)
- 17 febbraio - Clementina Arderiu, poetessa spagnola (n. 1889)
- 17 febbraio - Matthias Kaburek, allenatore di calcio e calciatore austriaco (n. 1911)
- 17 febbraio - Tommy Law, calciatore scozzese (n. 1908)
- 17 febbraio - Jean Servais, attore belga (n. 1912)
- 17 febbraio - Francesco Zagar, astronomo e matematico italiano (n. 1900)
- 18 febbraio - Claude E. Carpenter, scenografo statunitense (n. 1904)
- 18 febbraio - Eddie Dowling, attore, produttore teatrale e scrittore statunitense (n. 1889)
- 18 febbraio - Joseph Henabery, regista, attore e sceneggiatore statunitense (n. 1888)
- 18 febbraio - Luigi Micheluzzi, alpinista italiano (n. 1900)
- 19 febbraio - Giuseppe Biondi, calciatore italiano (n. 1907)
- 19 febbraio - Lev Il'ič Lošinskij, compositore di scacchi sovietico (n. 1913)
- 19 febbraio - Lawrence Shields, mezzofondista statunitense (n. 1895)
- 19 febbraio - Frank Sullivan, scrittore statunitense (n. 1892)
- 20 febbraio - René Cassin, giurista, magistrato e diplomatico francese (n. 1887)
- 20 febbraio - Michele Galli, politico italiano (n. 1900)
- 20 febbraio - Paola Riccora, commediografa italiana (n. 1884)
- 20 febbraio - Armando Scarpino, politico italiano (n. 1922)
- 20 febbraio - Tsai Bon-hwa, cestista e allenatore di pallacanestro taiwanese (n. 1920)
- 21 febbraio - Jimmy Brady, nuotatore e pallanuotista irlandese (n. 1901)
- 22 febbraio - Angela Baddeley, attrice britannica (n. 1904)
- 22 febbraio - Florence Ballard, cantante statunitense (n. 1943)
- 22 febbraio - Michael Polanyi, filosofo, economista e chimico ungherese (n. 1891)
- 23 febbraio - Renato Grasselli, calciatore italiano (n. 1894)
- 23 febbraio - Fuzzy Knight, attore statunitense (n. 1901)
- 23 febbraio - L. S. Lowry, pittore britannico (n. 1887)
- 25 febbraio - Marcos Guerra, calciatore brasiliano
- 25 febbraio - Paul May, regista, sceneggiatore e produttore cinematografico tedesco (n. 1909)
- 25 febbraio - Tarquinia Tarquini, soprano italiano (n. 1882)
- 25 febbraio - Gino Vandelli, calciatore italiano (n. 1902)
- 26 febbraio - Efrem Forni, cardinale italiano (n. 1889)
- 26 febbraio - Frieda Inescort, attrice scozzese (n. 1901)
- 27 febbraio - Raffaele D'Aquino, allenatore di calcio e calciatore italiano (n. 1903)
- 27 febbraio - Kálmán Kalocsay, esperantista, poeta e traduttore ungherese (n. 1891)
- 27 febbraio - Giulio Razzi, compositore e direttore d'orchestra italiano (n. 1904)
- 27 febbraio - Marcia Snyder, fumettista statunitense (n. 1907)
- 28 febbraio - Antonio De Miguel, calciatore argentino (n. 1899)
- 28 febbraio - Väinö Penttala, lottatore finlandese (n. 1897)
- 28 febbraio - Thomas Roberts, arcivescovo cattolico britannico (n. 1893)
- 28 febbraio - Zofia Stryjeńska, pittrice, illustratrice e scenografa polacca (n. 1891)
- 28 febbraio - Jozéf Wittlin, scrittore polacco (n. 1896)
- 29 febbraio - Thomas Lance, pistard britannico (n. 1891)
- 29 febbraio - Remigio Milano, calciatore italiano (n. 1899)
- 29 febbraio - Izaak Opatowski, ingegnere e matematico polacco (n. 1905)

## Marzo(111)
- 1º marzo - Nicola Fiore, scultore italiano (n. 1881)
- 1º marzo - Jean Martinon, direttore d'orchestra e compositore francese (n. 1910)
- 2 marzo - Narve Bonna, saltatore con gli sci norvegese (n. 1901)
- 2 marzo - Kirsten Heiberg, attrice e cantante norvegese (n. 1907)
- 2 marzo - Luigi Schingo, pittore e scultore italiano (n. 1891)
- 3 marzo - Carl Clemens Bücker, aviatore, progettista e imprenditore tedesco (n. 1895)
- 3 marzo - Ray Gilbert, paroliere statunitense (n. 1912)
- 3 marzo - Ādolfs Grasis, cestista e allenatore di pallacanestro lettone (n. 1905)
- 3 marzo - Doris Hill, attrice statunitense (n. 1905)
- 3 marzo - Koos van der Kaay, scultore olandese (n. 1899)
- 3 marzo - Pierre Molinier, pittore e fotografo francese (n. 1900)
- 4 marzo - Bertil Karlsson, calciatore svedese (n. 1899)
- 4 marzo - Carlo Ruggiero, politico italiano (n. 1908)
- 4 marzo - Walter Schottky, fisico e inventore tedesco (n. 1886)
- 4 marzo - Nikolaj Semaško, arbitro di pallacanestro e dirigente sportivo sovietico (n. 1905)
- 4 marzo - Jim Walsh, cestista statunitense (n. 1930)
- 5 marzo - Enrico Bartoletti, arcivescovo cattolico italiano (n. 1916)
- 5 marzo - Otto Tief, politico e avvocato estone (n. 1889)
- 6 marzo - Pál Fried, artista ungherese (n. 1893)
- 6 marzo - Maxie Rosenbloom, pugile e attore statunitense (n. 1904)
- 6 marzo - Armando Sapori, storico, archivista e politico italiano (n. 1892)
- 6 marzo - Milton Waldman, curatore editoriale statunitense (n. 1895)
- 7 marzo - Tove Ditlevsen, scrittrice e poetessa danese (n. 1917)
- 7 marzo - Erwin Kroll, compositore, critico musicale e pianista tedesco (n. 1886)
- 7 marzo - Adolphe Reymond, calciatore svizzero (n. 1896)
- 7 marzo - Piero Vidale, compositore, direttore di banda e editore italiano (n. 1902)
- 8 marzo - Giovanni Acanfora, banchiere italiano (n. 1884)
- 8 marzo - Alfonso Gatto, poeta, scrittore e pittore italiano (n. 1909)
- 8 marzo - Nicola Margiotta, arcivescovo cattolico italiano (n. 1889)
- 8 marzo - Alfons Rebane, militare estone (n. 1908)
- 8 marzo - Pauline de Rothschild, scrittrice e traduttrice francese (n. 1908)
- 9 marzo - Bojan Danovski, attore e regista bulgaro (n. 1899)
- 9 marzo - Doris Miles Disney, scrittrice statunitense (n. 1907)
- 9 marzo - Ruggero Lombardi, politico italiano (n. 1898)
- 9 marzo - Hans Sutor, calciatore tedesco (n. 1895)
- 10 marzo - Pavel Nerad, cestista cecoslovacco (n. 1920)
- 10 marzo - Attilio Piccioni, politico italiano (n. 1892)
- 10 marzo - Haddon Sundblom, illustratore e pittore statunitense (n. 1899)
- 11 marzo - José Batagliero, calciatore argentino (n. 1916)
- 11 marzo - Gordon Dobson, fisico britannico (n. 1889)
- 11 marzo - Harry Hoijer, antropologo e linguista statunitense (n. 1904)
- 11 marzo - Boris Iofan, architetto sovietico (n. 1891)
- 11 marzo - Abram Jakovlevič Model', scacchista sovietico (n. 1896)
- 11 marzo - Satyu Yamaguti, entomologo giapponese (n. 1894)
- 12 marzo - Antonio Ortiz Alonso, calciatore spagnolo (n. 1918)
- 13 marzo - Giasimu'd-Din, poeta bangladese (n. 1903)
- 13 marzo - Walter Madoi, pittore e scultore italiano (n. 1925)
- 13 marzo - Max Tau, scrittore e editore tedesco (n. 1897)
- 13 marzo - Kosta Tomašević, calciatore jugoslavo (n. 1923)
- 14 marzo - Anton Eduard van Arkel, chimico olandese (n. 1893)
- 14 marzo - Busby Berkeley, regista, coreografo e attore statunitense (n. 1895)
- 14 marzo - Junior Collins, cornista statunitense (n. 1927)
- 14 marzo - Roland Dalbiez, filosofo francese (n. 1893)
- 14 marzo - Ruggero Alfredo Michahelles, pittore e scultore italiano (n. 1898)
- 14 marzo - Tullio Pietrocola, partigiano e chimico italiano (n. 1922)
- 15 marzo - Irzio Luigi Magliacani, vescovo cattolico italiano (n. 1892)
- 15 marzo - Jack McClelland, calciatore nordirlandese (n. 1940)
- 15 marzo - Jo Mielziner, scenografo statunitense (n. 1901)
- 15 marzo - Gina Sammarco, attrice italiana (n. 1897)
- 16 marzo - Ugo Bartesaghi, politico italiano (n. 1920)
- 16 marzo - Guido Corbellini, ingegnere e politico italiano (n. 1890)
- 16 marzo - Isidoro Fagoaga, tenore spagnolo (n. 1893)
- 16 marzo - Davide Fossa, politico italiano (n. 1902)
- 16 marzo - Nico Rijnders, calciatore olandese (n. 1947)
- 17 marzo - Andrew Tombes, attore statunitense (n. 1885)
- 17 marzo - Luchino Visconti, regista, sceneggiatore e scenografo italiano (n. 1906)
- 18 marzo - Giuseppe Genco Russo, mafioso e politico italiano (n. 1893)
- 19 marzo - Aldo Bocchese, militare e aviatore italiano (n. 1894)
- 19 marzo - Stuart Cloete, scrittore, saggista e biografo sudafricano (n. 1897)
- 19 marzo - Roger Cornforth, pallanuotista e rugbista a 15 australiano (n. 1919)
- 19 marzo - Albert Dieudonné, attore, regista e scrittore francese (n. 1889)
- 19 marzo - Paul Kossoff, chitarrista inglese (n. 1950)
- 20 marzo - Friedrich Donnenfeld, calciatore e allenatore di calcio austriaco (n. 1912)
- 20 marzo - Lorenzo Gallo, calciatore italiano (n. 1905)
- 20 marzo - Michael Goodliffe, attore britannico (n. 1914)
- 20 marzo - Wilhelm Marschall, ammiraglio tedesco (n. 1886)
- 20 marzo - Piero Montagnani, politico, antifascista e partigiano italiano (n. 1901)
- 21 marzo - Joe Fulks, cestista statunitense (n. 1921)
- 21 marzo - Walter J. Kohler, politico, imprenditore e militare statunitense (n. 1904)
- 21 marzo - Adolph Rickenbacker, liutaio e inventore svizzero (n. 1886)
- 21 marzo - Spider Sabich, sciatore alpino statunitense (n. 1945)
- 22 marzo - Viktor Emil von Gebsattel, psichiatra, umanista e psicoterapeuta tedesco (n. 1883)
- 22 marzo - William V. Skall, direttore della fotografia statunitense (n. 1897)
- 22 marzo - Ferdinando Stagno d'Alcontres, politico e banchiere italiano (n. 1920)
- 22 marzo - Hans Thirring, fisico austriaco (n. 1888)
- 23 marzo - Ambrogio Viale, politico italiano (n. 1900)
- 24 marzo - Luis Miró Quesada de la Guerra, politico, diplomatico e giornalista peruviano (n. 1880)
- 24 marzo - Bernard Law Montgomery, generale britannico (n. 1887)
- 24 marzo - E. H. Shepard, artista e illustratore britannico (n. 1879)
- 24 marzo - Hans Sohnle, direttore artistico tedesco (n. 1895)
- 24 marzo - Salvatore Toscano, politico italiano (n. 1938)
- 24 marzo - Maria Zamboni, soprano italiano (n. 1891)
- 25 marzo - Ihsan Nuri, militare e politico curdo (n. 1892)
- 26 marzo - Josef Albers, pittore tedesco (n. 1888)
- 26 marzo - Ernst Albrecht, calciatore tedesco (n. 1907)
- 26 marzo - Gudmund Fredriksen, calciatore norvegese (n. 1899)
- 26 marzo - Franz Hein, chimico tedesco (n. 1892)
- 26 marzo - Lin Yutang, scrittore, traduttore e saggista cinese (n. 1895)
- 26 marzo - Kurt Lundqvist, altista svedese (n. 1914)
- 26 marzo - Rory Mallinson, attore statunitense (n. 1913)
- 26 marzo - Georges Moulène, calciatore francese (n. 1901)
- 27 marzo - Alessandro Pomi, pittore e decoratore italiano (n. 1890)
- 28 marzo - Richard Arlen, attore statunitense (n. 1899)
- 28 marzo - Mario Barbon, calciatore italiano (n. 1916)
- 28 marzo - Corrado Cagli, artista italiano (n. 1910)
- 28 marzo - Eric-Heinrich Clößner, generale tedesco (n. 1888)
- 29 marzo - Filippo Aliquò Taverriti, giornalista, storico e lessicografo italiano (n. 1902)
- 30 marzo - Albino Binda, ciclista su strada italiano (n. 1904)
- 30 marzo - Richard Irvine, scenografo statunitense (n. 1910)
- 31 marzo - Angelo Pochissimo, allenatore di calcio e calciatore italiano (n. 1936)
- 31 marzo - Paul Strand, fotografo, regista e sceneggiatore statunitense (n. 1890)

## Aprile(103)
- 1º aprile - David Blair, danzatore britannico (n. 1932)
- 1º aprile - Max Ernst, pittore e scultore tedesco (n. 1891)
- 1º aprile - Giorgio Nissim, antifascista italiano (n. 1908)
- 1º aprile - Roger Rivière, ciclista su strada e pistard francese (n. 1936)
- 2 aprile - Taos Amrouche, scrittrice e cantante berbera (n. 1913)
- 2 aprile - Carlo Grano, cardinale italiano (n. 1887)
- 2 aprile - Rolando Quadri, giurista italiano (n. 1907)
- 2 aprile - Ray Teal, attore statunitense (n. 1902)
- 3 aprile - Reg Allen, calciatore inglese (n. 1919)
- 3 aprile - Francesco Cattalinich, canottiere italiano (n. 1891)
- 4 aprile - Harry Nyquist, fisico svedese (n. 1889)
- 5 aprile - Desdemona Balistrieri, attrice italiana (n. 1889)
- 5 aprile - Howard Hughes, aviatore, regista e produttore cinematografico statunitense (n. 1905)
- 5 aprile - Wilder Penfield, neurologo canadese (n. 1891)
- 5 aprile - Harry Wyld, pistard britannico (n. 1900)
- 6 aprile - Cesare Mastrella, funzionario e truffatore italiano (n. 1914)
- 6 aprile - René Maupré, attore francese (n. 1888)
- 7 aprile - Lorenzo Bessone, missionario e vescovo cattolico italiano (n. 1904)
- 7 aprile - Jimmy Garrison, contrabbassista statunitense (n. 1933)
- 7 aprile - Abraham Tokazier, velocista finlandese (n. 1909)
- 8 aprile - Giuseppe Brotzu, medico, farmacologo e politico italiano (n. 1895)
- 8 aprile - Donald Byrne, scacchista statunitense (n. 1930)
- 8 aprile - Berardo Frisoni, calciatore italiano (n. 1904)
- 8 aprile - Justin McCarthy, hockeista su ghiaccio statunitense (n. 1899)
- 9 aprile - Saneatsu Mushanokōji, scrittore giapponese (n. 1885)
- 9 aprile - Phil Ochs, cantautore statunitense (n. 1940)
- 9 aprile - Renato Petronio, canottiere italiano (n. 1891)
- 10 aprile - Karl William Kapp, economista tedesco (n. 1910)
- 10 aprile - Enrico Mainardi, violoncellista e compositore italiano (n. 1897)
- 10 aprile - Eugenio Negri, calciatore italiano (n. 1899)
- 10 aprile - Ramón Otero Pedrayo, scrittore e politico spagnolo (n. 1888)
- 11 aprile - Onorato Bonzani, calciatore e allenatore di calcio italiano (n. 1900)
- 11 aprile - Maurice Depaepe, calciatore francese (n. 1899)
- 11 aprile - Liam Dunn, attore statunitense (n. 1916)
- 11 aprile - Mario Napoli, archeologo italiano (n. 1915)
- 11 aprile - Gerhard Thurow, pilota motociclistico tedesco (n. 1934)
- 12 aprile - Miriam Cooper, attrice statunitense (n. 1891)
- 12 aprile - Paul Ford, attore statunitense (n. 1901)
- 13 aprile - Esteban Arrizabalo, calciatore spagnolo (n. 1910)
- 13 aprile - Gustave Danneels, ciclista su strada e pistard belga (n. 1913)
- 13 aprile - Traugott Herr, generale tedesco (n. 1890)
- 13 aprile - Marja Kubašec, scrittrice tedesca (n. 1890)
- 13 aprile - Giuseppe Zampieri, politico italiano (n. 1893)
- 14 aprile - Zuzu Angel, stilista brasiliana (n. 1921)
- 14 aprile - William H. Hastie, avvocato, giudice e attivista statunitense (n. 1904)
- 14 aprile - Rudolph Loewenstein, psicanalista polacco (n. 1898)
- 14 aprile - Mariano Ospina Pérez, politico colombiano (n. 1891)
- 14 aprile - Maudie Prickett, attrice statunitense (n. 1914)
- 15 aprile - Nicola Conte, militare e marinaio italiano (n. 1920)
- 15 aprile - David Elazar, generale jugoslavo (n. 1925)
- 15 aprile - John Fox Watson, calciatore scozzese (n. 1917)
- 15 aprile - Furio Franceschini, compositore, direttore d'orchestra e organista italiano (n. 1880)
- 15 aprile - Carlo Gatto, ingegnere e imprenditore italiano (n. 1874)
- 16 aprile - Ján Arpáš, calciatore cecoslovacco (n. 1917)
- 16 aprile - Nora Ricci, attrice italiana (n. 1924)
- 17 aprile - Allardyce Nicoll, storico della letteratura inglese (n. 1894)
- 17 aprile - Franco Restivo, politico italiano (n. 1911)
- 17 aprile - Lavinio Virgili, musicologo, compositore e direttore di coro italiano (n. 1902)
- 17 aprile - Irvin Willat, regista, sceneggiatore e direttore della fotografia statunitense (n. 1890)
- 18 aprile - Henrik Carl Peter Dam, biochimico e fisiologo danese (n. 1895)
- 18 aprile - Marcel Mennesson, ingegnere e inventore francese (n. 1884)
- 19 aprile - Lino Andreotti, alpinista e politico italiano (n. 1915)
- 19 aprile - Roberta Jonay, attrice e ballerina statunitense (n. 1921)
- 20 aprile - Joseph Augustin Hagendorens, missionario e vescovo cattolico belga (n. 1894)
- 21 aprile - Rinaldo Beretta, presbitero e storico italiano (n. 1875)
- 21 aprile - Paride Pasqualetto, calciatore italiano (n. 1901)
- 21 aprile - Giuseppe Riccobaldi del Bava, pittore e illustratore italiano (n. 1887)
- 22 aprile - Melchiorre Bega, architetto e designer italiano (n. 1898)
- 22 aprile - Joseph Kirpes, calciatore lussemburghese (n. 1906)
- 22 aprile - Ivan Il'ič Ljudnikov, generale sovietico (n. 1902)
- 22 aprile - Colin MacInnes, scrittore e giornalista britannico (n. 1914)
- 22 aprile - Alfréd Radok, regista cecoslovacco (n. 1914)
- 22 aprile - Pier Giorgio Ricci, filologo e critico letterario italiano (n. 1912)
- 23 aprile - James Flavin, attore statunitense (n. 1906)
- 23 aprile - Ferdinand Le Drogo, ciclista su strada e pistard francese (n. 1903)
- 23 aprile - Karl Schäfer, pattinatore artistico su ghiaccio e nuotatore austriaco (n. 1909)
- 23 aprile - Frederick Steele, calciatore e allenatore di calcio inglese (n. 1916)
- 23 aprile - Renata Viganò, scrittrice, poetessa e partigiana italiana (n. 1900)
- 23 aprile - Sergej Matveevič Štemenko, generale sovietico (n. 1907)
- 24 aprile - Léonide Moguy, regista e sceneggiatore francese (n. 1900)
- 24 aprile - Arvid Noe, marinaio norvegese (n. 1946)
- 24 aprile - Santo Santonocito, compositore e direttore d'orchestra italiano (n. 1887)
- 24 aprile - Gherardo Taddia, politico italiano (n. 1894)
- 24 aprile - Mark Tobey, pittore statunitense (n. 1890)
- 25 aprile - Enzo Ferné, politico italiano (n. 1890)
- 25 aprile - Carol Reed, regista e produttore cinematografico britannico (n. 1906)
- 26 aprile - Carl Boyer, matematico e saggista statunitense (n. 1906)
- 26 aprile - Andrej Antonovič Grečko, generale e politico sovietico (n. 1903)
- 27 aprile - Piero Bottaro, calciatore italiano (n. 1904)
- 27 aprile - Georgij Samojlovič Isserson, generale sovietico (n. 1899)
- 27 aprile - Carlos Villarías, attore spagnolo (n. 1892)
- 28 aprile - Jürgen Bartsch, serial killer tedesco (n. 1946)
- 28 aprile - Girolamo Bellavista, giurista e politico italiano (n. 1908)
- 28 aprile - Roberto Fantuzzi, pittore italiano (n. 1899)
- 28 aprile - Hilde Hildebrand, attrice, cantante e ballerina tedesca (n. 1897)
- 28 aprile - Richard Hughes, scrittore, drammaturgo e poeta britannico (n. 1900)
- 28 aprile - Ugo Luccichenti, ingegnere e architetto italiano (n. 1899)
- 28 aprile - Walther von Seydlitz-Kurzbach, generale tedesco (n. 1888)
- 28 aprile - Krit Srivara, generale e politico thailandese (n. 1914)
- 28 aprile - Joaquín Sáenz y Arriaga, presbitero, teologo e scrittore messicano (n. 1899)
- 29 aprile - Johan Willem Beyen, politico olandese (n. 1897)
- 30 aprile - James Crawford, calciatore scozzese (n. 1904)
- 30 aprile - Milly Reuter, discobola e golfista tedesca (n. 1904)

## Maggio(88)
- 1º maggio - Fioravante Baldi, calciatore e allenatore di calcio italiano (n. 1913)
- 1º maggio - Alexandros Panagulis, politico, rivoluzionario e poeta greco (n. 1939)
- 2 maggio - Zdeněk Fierlinger, politico e diplomatico cecoslovacco (n. 1891)
- 2 maggio - Achille Stuani, politico italiano (n. 1897)
- 3 maggio - David Bruce, attore statunitense (n. 1914)
- 3 maggio - Guerino Magri, calciatore italiano (n. 1915)
- 3 maggio - Ernie Nevers, allenatore di football americano, giocatore di football americano e giocatore di baseball statunitense (n. 1902)
- 3 maggio - Enrico Peressutti, architetto, urbanista e designer italiano (n. 1908)
- 3 maggio - Giovanni Battista Pigato, religioso e poeta italiano (n. 1910)
- 3 maggio - Mariano Yurrita, calciatore spagnolo (n. 1904)
- 4 maggio - Henri Bosco, scrittore francese (n. 1888)
- 4 maggio - Ubaldo Prosperetti, giurista italiano (n. 1914)
- 5 maggio - Alessandro Buttè, sindacalista e politico italiano (n. 1903)
- 5 maggio - Haroldo Conti, scrittore e giornalista argentino (n. 1925)
- 6 maggio - Glauco Della Porta, economista e politico italiano (n. 1920)
- 6 maggio - Simone Gatto, politico italiano (n. 1911)
- 6 maggio - Giulio Rosso, pittore, decoratore e illustratore italiano (n. 1897)
- 7 maggio - Alan Baxter, attore statunitense (n. 1908)
- 7 maggio - Felice Crocco, calciatore italiano (n. 1890)
- 8 maggio - Giuseppe Alpino, politico italiano (n. 1909)
- 8 maggio - Valentino Bucchi, compositore italiano (n. 1916)
- 8 maggio - August Heim, schermidore tedesco (n. 1904)
- 9 maggio - Jens Bjørneboe, scrittore, poeta e drammaturgo norvegese (n. 1920)
- 9 maggio - Vasile Chiroiu, calciatore rumeno (n. 1910)
- 9 maggio - Floyd Council, cantante statunitense (n. 1911)
- 9 maggio - Alexandru Cuedan, calciatore rumeno (n. 1910)
- 9 maggio - Otto Kerner, politico, magistrato e generale statunitense (n. 1908)
- 9 maggio - Ulrike Meinhof, giornalista, terrorista e rivoluzionaria tedesca (n. 1934)
- 9 maggio - Carlo Radice, calciatore italiano (n. 1907)
- 10 maggio - Viktoria von Ballasko, attrice e doppiatrice austriaca (n. 1909)
- 10 maggio - Lucile Browne, attrice statunitense (n. 1907)
- 10 maggio - Gennaro Miceli, politico e ingegnere italiano (n. 1901)
- 11 maggio - Alvar Aalto, architetto e designer finlandese (n. 1898)
- 11 maggio - Jack Byrne, calciatore irlandese (n. 1902)
- 11 maggio - Luigi Del Grosso, calciatore, allenatore di calcio e dirigente sportivo italiano (n. 1916)
- 11 maggio - Massimo Invrea, militare e politico italiano (n. 1898)
- 11 maggio - Hans Wentorf, calciatore tedesco (n. 1899)
- 12 maggio - Rudolf Kempe, direttore d'orchestra tedesco (n. 1910)
- 12 maggio - Keith Relf, cantante, chitarrista e armonicista britannico (n. 1943)
- 13 maggio - Bob Clark, multiplista statunitense (n. 1913)
- 13 maggio - Roberto Batata, calciatore brasiliano (n. 1949)
- 13 maggio - Hans Stüwe, attore cinematografico, regista teatrale e musicologo tedesco (n. 1901)
- 14 maggio - Ernst Baumgarten, compositore di scacchi tedesco (n. 1886)
- 15 maggio - Palle Brunius, attore svedese (n. 1909)
- 15 maggio - Samuel Eliot Morison, ammiraglio e storico statunitense (n. 1887)
- 15 maggio - David Munrow, flautista britannico (n. 1942)
- 15 maggio - Oscar Nussio, pittore svizzero (n. 1899)
- 16 maggio - Otello Buscherini, pilota motociclistico italiano (n. 1949)
- 16 maggio - Vincenzo Russo, politico e avvocato italiano (n. 1901)
- 16 maggio - Paolo Tordi, pilota motociclistico italiano (n. 1948)
- 17 maggio - Giuseppe Brogi, compositore di scacchi italiano (n. 1900)
- 17 maggio - Lars Gullin, sassofonista, compositore e pianista svedese (n. 1928)
- 18 maggio - Lala Aufsberg, fotografa tedesca (n. 1907)
- 18 maggio - Gunnar Garpö, bobbista svedese (n. 1919)
- 20 maggio - Giuseppe Cioffi, compositore e direttore d'orchestra italiano (n. 1901)
- 20 maggio - Bobby Pearce, canottiere australiano (n. 1905)
- 21 maggio - Juan Manuel Santisteban, ciclista su strada spagnolo (n. 1944)
- 22 maggio - Oscar Bonavena, pugile argentino (n. 1942)
- 22 maggio - Giovanni Puerari, calciatore italiano (n. 1903)
- 22 maggio - Salvatore Pugliatti, giurista italiano (n. 1903)
- 22 maggio - Imerio Testori, pilota motociclistico italiano (n. 1950)
- 23 maggio - Edmond Bernhardt, nuotatore, pentatleta e tiratore a segno austriaco (n. 1885)
- 23 maggio - Kim Yeong-il, cestista sudcoreano (n. 1942)
- 23 maggio - Gino Meneghetti, criminale italiano (n. 1878)
- 24 maggio - Margaret Church, micologa statunitense (n. 1889)
- 24 maggio - Giacomo De Palma, avvocato e politico italiano (n. 1899)
- 24 maggio - Hugo Wieslander, multiplista svedese (n. 1889)
- 25 maggio - Harry Colclough, calciatore e allenatore di calcio inglese (n. 1888)
- 25 maggio - Valentino Pascoli, politico e avvocato italiano (n. 1882)
- 26 maggio - Edgar Moon, tennista australiano (n. 1904)
- 26 maggio - Martin Heidegger, filosofo tedesco (n. 1889)
- 26 maggio - Maggie Teyte, soprano britannico (n. 1888)
- 26 maggio - John Scalish, mafioso statunitense (n. 1912)
- 27 maggio - Ruth McDevitt, attrice statunitense (n. 1895)
- 28 maggio - Zainul Abedin, pittore bangladese (n. 1914)
- 28 maggio - Ray Hornberger, calciatore statunitense (n. 1898)
- 29 maggio - Felix Badcock, canottiere britannico (n. 1903)
- 29 maggio - Elizabeth Haffenden, costumista britannica (n. 1906)
- 30 maggio - Max Carey, giocatore di baseball e allenatore di baseball statunitense (n. 1890)
- 30 maggio - Washington Etchamendi, allenatore di calcio uruguaiano (n. 1921)
- 30 maggio - Miroslav Feldman, drammaturgo e poeta croato (n. 1899)
- 30 maggio - Mitsuo Fuchida, militare giapponese (n. 1902)
- 30 maggio - Gabriel Peña, cestista ecuadoriano (n. 1924)
- 30 maggio - Hugo Rignold, direttore d'orchestra e violinista inglese (n. 1905)
- 31 maggio - Rachel Auerbach, scrittrice, giornalista e storica polacca (n. 1903)
- 31 maggio - Elmer George, pilota automobilistico statunitense (n. 1928)
- 31 maggio - Jacques Monod, biologo e filosofo francese (n. 1910)
- 31 maggio - Luigia Tincani, religiosa, pedagogista e filosofa italiana (n. 1889)

## Giugno(83)
- 1º giugno - Jan Scholte, pallanuotista olandese (n. 1910)
- 2 giugno - Juan José Torres, generale e politico boliviano (n. 1920)
- 2 giugno - 'Abd al-Rahman 'Azzam, diplomatico egiziano (n. 1893)
- 3 giugno - Gerhard Dornbusch, direttore d'orchestra, compositore e arrangiatore svedese (n. 1910)
- 3 giugno - Viggo Kampmann, politico danese (n. 1910)
- 3 giugno - Katharine Elizabeth McBride, psicologa statunitense (n. 1904)
- 4 giugno - Zoltán Latinovits, attore ungherese (n. 1931)
- 4 giugno - Giuseppe Tirinnanzi, poeta italiano (n. 1887)
- 5 giugno - Bruno Fonzi, scrittore e traduttore italiano (n. 1914)
- 5 giugno - René Hubert, costumista svizzero (n. 1895)
- 5 giugno - Willy Rösingh, canottiere olandese (n. 1900)
- 5 giugno - Violet Wilkey, attrice statunitense (n. 1903)
- 5 giugno - Jean de Limur, regista, attore e sceneggiatore francese (n. 1887)
- 6 giugno - Severino Cavone, calciatore italiano (n. 1923)
- 6 giugno - Jean Paul Getty, imprenditore, collezionista d'arte e filantropo statunitense (n. 1892)
- 6 giugno - David Jacobs, velocista britannico (n. 1888)
- 6 giugno - Elisabeth Rethberg, soprano tedesco (n. 1894)
- 6 giugno - Victor Varconi, attore ungherese (n. 1891)
- 7 giugno - Agostino Gabucci, musicista italiano (n. 1896)
- 7 giugno - Bobby Hackett, trombettista e chitarrista statunitense (n. 1915)
- 7 giugno - Donald Walter Gordon Murray, chirurgo canadese (n. 1894)
- 7 giugno - Shigetarō Shimada, ammiraglio giapponese (n. 1883)
- 8 giugno - Francesco Coco, magistrato italiano (n. 1908)
- 8 giugno - Antioco Deiana, militare italiano (n. 1936)
- 8 giugno - Bob Feerick, cestista, allenatore di pallacanestro e dirigente sportivo statunitense (n. 1920)
- 8 giugno - Michail Efimovič Katukov, generale sovietico (n. 1900)
- 8 giugno - Giovanni Saponara, poliziotto italiano (n. 1934)
- 8 giugno - Thorleif Schjelderup-Ebbe, zoologo e psicologo norvegese (n. 1894)
- 8 giugno - Hobart Merritt Van Deusen, naturalista statunitense (n. 1910)
- 9 giugno - Gerd Gaiser, scrittore tedesco (n. 1908)
- 9 giugno - El Ouali Mustafa Sayed, politico saharawi (n. 1948)
- 9 giugno - Sybil Thorndike, attrice britannica (n. 1882)
- 10 giugno - Luigi Cortese, compositore italiano (n. 1899)
- 10 giugno - Giovanni Romagnoli, pittore e scultore italiano (n. 1893)
- 10 giugno - Adolph Zukor, produttore cinematografico ungherese (n. 1873)
- 11 giugno - Giovanni Barale, calciatore italiano (n. 1895)
- 11 giugno - Toots Mondt, wrestler statunitense (n. 1894)
- 12 giugno - Germaine Cellier, francese (n. 1909)
- 12 giugno - Ignaz Maybaum, rabbino e filosofo austriaco (n. 1897)
- 12 giugno - Attilio Spaccarelli, architetto italiano (n. 1890)
- 12 giugno - Francesco Spezzano, avvocato e politico italiano (n. 1903)
- 13 giugno - Géza Anda, pianista ungherese (n. 1921)
- 13 giugno - Jos Koetz, calciatore lussemburghese (n. 1897)
- 14 giugno - Heinrich Kreipe, militare tedesco (n. 1895)
- 14 giugno - Knud di Danimarca, principe danese (n. 1900)
- 15 giugno - Harald Friis, ingegnere danese (n. 1893)
- 15 giugno - Pier Ugo Gragnani, attore italiano (n. 1898)
- 15 giugno - Armando Migliari, attore italiano (n. 1887)
- 15 giugno - Heinrich Moos, schermidore tedesco (n. 1895)
- 15 giugno - Walter Morselli, pittore italiano (n. 1912)
- 16 giugno - Hector Pieterson, attivista sudafricano (n. 1963)
- 17 giugno - Richard Casey, politico australiano (n. 1890)
- 17 giugno - Guido Giuliante, medico, poeta e politico italiano (n. 1912)
- 17 giugno - Don Lofgran, cestista statunitense (n. 1928)
- 17 giugno - Francisco Urondo, scrittore argentino (n. 1930)
- 19 giugno - Bjarne Olsen, calciatore norvegese (n. 1898)
- 19 giugno - Lino Carrel, compositore italiano (n. 1889)
- 20 giugno - Miguel Ángel Bustos, poeta, pittore e critico letterario argentino (n. 1932)
- 20 giugno - Guido Ghedina, sciatore alpino italiano (n. 1931)
- 20 giugno - Corrado Sonni, attore italiano (n. 1904)
- 21 giugno - Margaret Herrick, statunitense (n. 1902)
- 22 giugno - Tibor Csík, pugile ungherese (n. 1927)
- 22 giugno - Paride Formentini, economista italiano (n. 1899)
- 22 giugno - Zoltán Krenický, cestista cecoslovacco (n. 1925)
- 22 giugno - Eric Marques, pentatleta brasiliano (n. 1919)
- 22 giugno - Paul Pimsleur, linguista statunitense (n. 1927)
- 22 giugno - Óscar Rodríguez López, calciatore spagnolo (n. 1903)
- 23 giugno - Imogen Cunningham, fotografa statunitense (n. 1883)
- 23 giugno - DeHart Hubbard, lunghista statunitense (n. 1903)
- 24 giugno - Kåre Bergstrøm, fotografo e regista norvegese (n. 1911)
- 24 giugno - Samuel Dushkin, violinista statunitense (n. 1891)
- 24 giugno - Alfredo Maisto, mafioso italiano (n. 1918)
- 24 giugno - Paolo Nativi, cabarettista, mimo e comico italiano (n. 1940)
- 24 giugno - Minor White, fotografo e docente statunitense (n. 1908)
- 25 giugno - Johnny Mercer, paroliere, compositore e cantante statunitense (n. 1909)
- 27 giugno - Albert Dubout, illustratore, pittore e scultore francese (n. 1905)
- 27 giugno - Wade McClusky, aviatore statunitense (n. 1902)
- 28 giugno - Stanley Baker, attore britannico (n. 1928)
- 28 giugno - Jakov Izrailevič Zak, pianista e docente sovietico (n. 1913)
- 29 giugno - Gualtiero Galmanini, architetto e designer italiano (n. 1909)
- 29 giugno - Josef Straka, canottiere cecoslovacco (n. 1904)
- 30 giugno - Gustav Knittel, militare tedesco (n. 1914)
- 30 giugno - Paul Felix Lazarsfeld, sociologo statunitense (n. 1901)

## Luglio(110)
- 1º luglio - Allan Birnbaum, statistico statunitense (n. 1923)
- 1º luglio - Johnny Bryan, giocatore di football americano statunitense (n. 1897)
- 1º luglio - Anneliese Michel, scrittrice tedesca (n. 1952)
- 1º luglio - Zhang Wentian, politico cinese (n. 1900)
- 2 luglio - Angelo Costa, imprenditore italiano (n. 1901)
- 2 luglio - Caterina Marcenaro, storica dell'arte, museologa e funzionaria italiana (n. 1906)
- 3 luglio - Revol Samojlovič Bunin, compositore russo (n. 1924)
- 3 luglio - Alexander Lernet-Holenia, scrittore, drammaturgo e traduttore austriaco (n. 1897)
- 4 luglio - Wilfried Böse, terrorista tedesco (n. 1949)
- 4 luglio - Henri Eberhardt, canoista francese (n. 1913)
- 4 luglio - Yonatan Netanyahu, militare e scrittore israeliano (n. 1946)
- 5 luglio - Antoni Cierplikowski, parrucchiere polacco (n. 1884)
- 5 luglio - Anna Hübler, pattinatrice artistica su ghiaccio tedesca (n. 1885)
- 5 luglio - Anatolij Karanovič, regista sovietico (n. 1911)
- 5 luglio - Ray Kellogg, effettista e regista cinematografico statunitense (n. 1905)
- 5 luglio - Luigi Oscar Moroni, calciatore italiano (n. 1905)
- 5 luglio - Kevin O'Halloran, nuotatore australiano (n. 1937)
- 6 luglio - Silvio Branzi, giornalista, critico d'arte e scrittore italiano (n. 1899)
- 6 luglio - Giovanni Battista Melis, politico italiano (n. 1904)
- 6 luglio - Giuseppe Muscariello, politico, imprenditore e dirigente sportivo italiano (n. 1915)
- 6 luglio - Pio Vennettilli, canoista italiano (n. 1927)
- 6 luglio - Zhu De, politico e generale cinese (n. 1886)
- 7 luglio - Norman Foster, regista, attore e sceneggiatore statunitense (n. 1903)
- 7 luglio - Walter Giesler, calciatore e allenatore di calcio statunitense (n. 1910)
- 7 luglio - Gustav Heinemann, politico tedesco (n. 1899)
- 8 luglio - S. H. Foulkes, medico, psicologo e psicoanalista tedesco (n. 1898)
- 8 luglio - Gaston-Marie Jacquier, vescovo cattolico francese (n. 1904)
- 9 luglio - Arnold Gingrich, critico letterario e giornalista statunitense (n. 1903)
- 9 luglio - Albert Öijermark, calciatore svedese (n. 1900)
- 10 luglio - Bill Gormlie, allenatore di calcio e calciatore inglese (n. 1911)
- 10 luglio - Vittorio Occorsio, magistrato italiano (n. 1929)
- 10 luglio - Alberto Rosselli, architetto e designer italiano (n. 1921)
- 10 luglio - Pietro Trespidi, progettista e imprenditore italiano (n. 1897)
- 11 luglio - Emilio Battista, ingegnere e politico italiano (n. 1903)
- 11 luglio - Giorgio Bellandi, pittore italiano (n. 1931)
- 11 luglio - François Charrière, vescovo cattolico svizzero (n. 1893)
- 11 luglio - León de Greiff, poeta e diplomatico colombiano (n. 1895)
- 12 luglio - Ettore Frattari, politico italiano (n. 1896)
- 12 luglio - James Wong Howe, direttore della fotografia cinese (n. 1899)
- 13 luglio - Max Butting, compositore tedesco (n. 1888)
- 13 luglio - William Hawi, politico e imprenditore libanese (n. 1908)
- 13 luglio - Herminio Martínez Álvarez, calciatore spagnolo (n. 1896)
- 13 luglio - Nikolaj Vladimirovič Ėkk, regista cinematografico sovietico (n. 1902)
- 14 luglio - Zivia Lubetkin, antifascista e scrittrice polacca (n. 1914)
- 14 luglio - Joachim Peiper, militare tedesco (n. 1915)
- 15 luglio - Ruggero Ferrario, pistard e ciclista su strada italiano (n. 1897)
- 15 luglio - James Germain Février, storico e filologo francese (n. 1895)
- 15 luglio - Paul Gallico, scrittore, giornalista e biografo statunitense (n. 1897)
- 15 luglio - Alma Pihl, designer finlandese (n. 1888)
- 15 luglio - Roberto Terracini, scultore italiano (n. 1900)
- 16 luglio - Fernand Canteloube, ciclista su strada francese (n. 1900)
- 16 luglio - Michail Janšin, attore sovietico (n. 1902)
- 16 luglio - Rodolfo Mondolfo, filosofo italiano (n. 1877)
- 16 luglio - Gehnäll Persson, cavaliere svedese (n. 1910)
- 16 luglio - Stanley Gerald Thompson, chimico statunitense (n. 1912)
- 17 luglio - Arthur Hornblow, produttore cinematografico statunitense (n. 1893)
- 17 luglio - Lucie Mannheim, attrice tedesca (n. 1899)
- 17 luglio - Rina Morelli, attrice e doppiatrice italiana (n. 1908)
- 17 luglio - Mario Pisu, attore e doppiatore italiano (n. 1910)
- 18 luglio - Jan Koutný, ginnasta cecoslovacco (n. 1897)
- 18 luglio - Paolo Lo Manto, politico italiano (n. 1905)
- 18 luglio - Sally Salminen, scrittrice finlandese (n. 1906)
- 19 luglio - Michele Borelli, allenatore di calcio e calciatore italiano (n. 1909)
- 19 luglio - Domenico Matteucci, tiratore a segno italiano (n. 1895)
- 19 luglio - Nicola Picella, funzionario italiano (n. 1911)
- 19 luglio - Gene Roth, attore statunitense (n. 1903)
- 19 luglio - Adolf von Bomhard, generale e politico tedesco (n. 1891)
- 20 luglio - Franco Gadotti, alpinista italiano (n. 1955)
- 20 luglio - Gaetano Parente, V principe di Castel Viscardo, nobile italiano (n. 1909)
- 21 luglio - Giuseppe Bonizzoni, allenatore di calcio e calciatore italiano (n. 1908)
- 21 luglio - Earle Combs, giocatore di baseball statunitense (n. 1899)
- 21 luglio - Viktor Kalisch, canoista austriaco (n. 1902)
- 21 luglio - Enzo Paci, filosofo italiano (n. 1911)
- 21 luglio - Gerhard Taschner, violinista e insegnante tedesco (n. 1922)
- 22 luglio - Adriano Baracco, giornalista, sceneggiatore e produttore cinematografico italiano (n. 1907)
- 22 luglio - Willie Evans, calciatore gallese (n. 1912)
- 22 luglio - Giovanni Guidi, politico italiano (n. 1903)
- 22 luglio - Louis Luguet, ciclista su strada francese (n. 1892)
- 22 luglio - Salvatore Mazzocco, compositore e paroliere italiano (n. 1915)
- 22 luglio - Mortimer Wheeler, archeologo britannico (n. 1890)
- 22 luglio - Rodolfo Zilli, scultore e pittore italiano (n. 1890)
- 23 luglio - Wilhelmina von Bremen, velocista statunitense (n. 1909)
- 23 luglio - Tommy Burn, calciatore inglese (n. 1888)
- 23 luglio - Vasiľ Hopko, vescovo cattolico slovacco (n. 1904)
- 23 luglio - Paul Morand, scrittore e diplomatico francese (n. 1888)
- 23 luglio - Martin Wickramasinghe, scrittore cingalese (n. 1890)
- 24 luglio - Afro Basaldella, pittore italiano (n. 1912)
- 24 luglio - Julius August Döpfner, cardinale e arcivescovo cattolico tedesco (n. 1913)
- 24 luglio - Leo Shuken, compositore statunitense (n. 1906)
- 25 luglio - Lode Craeybeckx, politico belga (n. 1897)
- 25 luglio - Euclide Fantoni, militare italiano (n. 1890)
- 25 luglio - Harry Hayes, calciatore argentino (n. 1891)
- 25 luglio - John Slater, fisico e chimico statunitense (n. 1900)
- 26 luglio - Antonello Gerbi, storico e economista italiano (n. 1904)
- 26 luglio - Titta Madia, avvocato, politico e giornalista italiano (n. 1894)
- 26 luglio - Abram Matveevič Room, regista sovietico (n. 1894)
- 26 luglio - Theo Schönhöft, calciatore tedesco (n. 1932)
- 27 luglio - Paul Angoulvent, editore francese (n. 1899)
- 27 luglio - Georges-Ambroise Davy, sociologo francese (n. 1883)
- 28 luglio - Christian Ranucci, criminale francese (n. 1954)
- 28 luglio - Lucas Cornelius Steyn, politico sudafricano (n. 1903)
- 28 luglio - Charlotte Susa, attrice e cantante tedesca (n. 1898)
- 29 luglio - Mickey Cohen, mafioso statunitense (n. 1913)
- 29 luglio - André Pottier, ciclista su strada francese (n. 1882)
- 29 luglio - Nikifor Tarasovič Vasjanka, poeta, traduttore e giornalista sovietico (n. 1903)
- 30 luglio - Rudolf Bultmann, teologo tedesco (n. 1884)
- 30 luglio - Lan Ma, attore cinese (n. 1915)
- 30 luglio - Oreste Lizzadri, politico e sindacalista italiano (n. 1896)
- 30 luglio - Virgilio Spigai, ammiraglio italiano (n. 1907)
- 31 luglio - Giuseppe Bevione, giornalista e politico italiano (n. 1879)

## Agosto(96)
- 1º agosto - Richard Archbold, zoologo e esploratore statunitense (n. 1907)
- 2 agosto - Cecilia, cantautrice spagnola (n. 1948)
- 2 agosto - Remo Gambelli, generale italiano (n. 1880)
- 2 agosto - László Kalmár, matematico ungherese (n. 1905)
- 2 agosto - Fritz Lang, regista, sceneggiatore e scrittore austriaco (n. 1890)
- 2 agosto - Peter Watts, tecnico del suono britannico (n. 1946)
- 3 agosto - Olimpio Bizzi, ciclista su strada italiano (n. 1916)
- 3 agosto - Francis Festing, generale britannico (n. 1902)
- 3 agosto - Jan Knobloch, calciatore cecoslovacco (n. 1905)
- 3 agosto - Valerij Sablin, militare sovietico (n. 1939)
- 3 agosto - Romolo Venucci, pittore e scultore italiano (n. 1903)
- 3 agosto - Calogero Volpe, politico, medico e mafioso italiano (n. 1910)
- 4 agosto - Enrique Angelelli, vescovo cattolico argentino (n. 1923)
- 4 agosto - Luigina Giavotti, ginnasta italiana (n. 1916)
- 5 agosto - Ángela María Aieta, attivista argentina (n. 1920)
- 5 agosto - Adriaan Roland Holst, poeta olandese (n. 1888)
- 6 agosto - Werner Junck, generale e aviatore tedesco (n. 1895)
- 6 agosto - Marija Klënova, geologa russa (n. 1898)
- 6 agosto - Antonio Perelli Minetti, imprenditore italiano (n. 1882)
- 6 agosto - Grigorij Pavlovič Pjatigorskij, violoncellista ucraino (n. 1903)
- 6 agosto - Andreas Rohracher, arcivescovo cattolico austriaco (n. 1892)
- 6 agosto - Maria Ruspoli, nobildonna italiana (n. 1888)
- 7 agosto - Tullio Cianetti, sindacalista e politico italiano (n. 1899)
- 7 agosto - Alfonso Tesauro, giurista e politico italiano (n. 1900)
- 8 agosto - Voltolino Fontani, pittore italiano (n. 1920)
- 8 agosto - José Lezama Lima, poeta, scrittore e saggista cubano (n. 1910)
- 8 agosto - Hidehiro Miyashita, giocatore di go giapponese (n. 1913)
- 9 agosto - Jess Kirkpatrick, attore statunitense (n. 1897)
- 9 agosto - John Roselli, mafioso italiano (n. 1905)
- 9 agosto - Hermine Schröder, pesista tedesca (n. 1911)
- 9 agosto - Ida d'Este, partigiana e politica italiana (n. 1917)
- 10 agosto - Jimmy Casella, giocatore di poker statunitense (n. 1924)
- 10 agosto - Ray Corrigan, attore statunitense (n. 1902)
- 10 agosto - Poul Graae, calciatore danese (n. 1899)
- 10 agosto - Josef Mattauch, chimico austriaco (n. 1895)
- 10 agosto - Robert L. May, scrittore statunitense (n. 1905)
- 10 agosto - Lambert Schaus, politico e diplomatico lussemburghese (n. 1908)
- 10 agosto - Karl Schmidt-Rottluff, pittore tedesco (n. 1884)
- 10 agosto - Enrico du Chêne de Vère, calciatore italiano (n. 1888)
- 11 agosto - Giovanni Gozzi, lottatore italiano (n. 1902)
- 12 agosto - Generoso Dattilo, arbitro di calcio italiano (n. 1902)
- 12 agosto - Einar Perman, medico e collezionista d'arte svedese (n. 1893)
- 13 agosto - Martial Gueroult, filosofo e storico della filosofia francese (n. 1891)
- 13 agosto - Kléber Haedens, scrittore, saggista e giornalista francese (n. 1913)
- 13 agosto - Viktor Turžanskij, regista ucraino (n. 1891)
- 13 agosto - Jakov Isaakovič Urinov, regista cinematografico e attore sovietico (n. 1898)
- 14 agosto - Mario Miltone, calciatore italiano (n. 1906)
- 15 agosto - József Urik, calciatore ungherese (n. 1897)
- 16 agosto - Romano Dazzi, pittore italiano (n. 1905)
- 17 agosto - Maurice Dobb, economista inglese (n. 1900)
- 17 agosto - William Redfield, attore statunitense (n. 1927)
- 17 agosto - Murvyn Vye, attore statunitense (n. 1913)
- 18 agosto - Guido Cadorin, pittore italiano (n. 1892)
- 18 agosto - Alf Olsen, calciatore danese (n. 1893)
- 18 agosto - Luigi Serventi, attore e regista italiano (n. 1885)
- 18 agosto - Shintaro Uda, ingegnere elettrotecnico giapponese (n. 1896)
- 19 agosto - Attilio Matricardi, generale e aviatore italiano (n. 1892)
- 19 agosto - Alastair Sim, attore britannico (n. 1900)
- 19 agosto - Halina Zalewska, attrice polacca (n. 1940)
- 20 agosto - Mariano Bartolucci, compositore e direttore di banda italiano (n. 1881)
- 20 agosto - Phyllis Konstam, attrice inglese (n. 1907)
- 20 agosto - Silvio Oliboni, pittore italiano (n. 1912)
- 21 agosto - Jose Cojuangco, politico e imprenditore filippino (n. 1896)
- 21 agosto - James Olds, psicologo statunitense (n. 1922)
- 22 agosto - Juscelino Kubitschek de Oliveira, politico e medico brasiliano (n. 1902)
- 22 agosto - Feliciano Perducca, calciatore argentino (n. 1901)
- 23 agosto - Nicolas Roudenko, attore francese (n. 1909)
- 25 agosto - Eyvind Johnson, scrittore e traduttore svedese (n. 1900)
- 25 agosto - Angelo Spanio, politico e medico italiano (n. 1892)
- 25 agosto - Hans Tibulski, calciatore tedesco (n. 1909)
- 26 agosto - Warner Anderson, attore statunitense (n. 1911)
- 26 agosto - Gary Burne, ballerino e coreografo britannico (n. 1934)
- 26 agosto - Nino Castellini, pugile italiano (n. 1951)
- 26 agosto - Geraldo Cleofas Dias Alves, calciatore brasiliano (n. 1954)
- 26 agosto - Lotte Lehmann, soprano tedesco (n. 1888)
- 26 agosto - Erich Nikowitz, attore austriaco (n. 1906)
- 26 agosto - Alessandro Rimini, architetto e pittore italiano (n. 1898)
- 26 agosto - Domenico Tripodo, mafioso italiano (n. 1923)
- 27 agosto - Mukesh, cantante indiano (n. 1923)
- 27 agosto - Georges Marrane, politico francese (n. 1888)
- 27 agosto - Cosme Vázquez, calciatore spagnolo (n. 1904)
- 27 agosto - Hermann von Witzleben, generale tedesco (n. 1892)
- 28 agosto - Anissa Jones, attrice statunitense (n. 1958)
- 28 agosto - Werner Krauss, filologo tedesco (n. 1900)
- 29 agosto - Kazi Nazrul Islam, poeta, musicista e giornalista bangladese (n. 1899)
- 29 agosto - Hans Nieland, funzionario tedesco (n. 1900)
- 29 agosto - Jimmy Reed, cantante statunitense (n. 1925)
- 29 agosto - Kārlis Šmits, calciatore lettone (n. 1901)
- 30 agosto - Fritz Hünenberger, sollevatore svizzero (n. 1897)
- 30 agosto - Pëtr Kirillovič Koševoj, generale sovietico (n. 1904)
- 30 agosto - Diego de Sterlich Aliprandi, pilota automobilistico e imprenditore italiano (n. 1898)
- 31 agosto - Leonardo Azzarita, giornalista italiano (n. 1888)
- 31 agosto - Umberto D'Orsi, attore italiano (n. 1929)
- 31 agosto - Raymond-Joseph Loenertz, bizantinista, storico e religioso lussemburghese (n. 1900)
- 31 agosto - Arturo Marzano, magistrato e politico italiano (n. 1897)
- 31 agosto - Carlo Vanza, anarchico svizzero (n. 1901)

## Settembre(93)
- 1º settembre - Vadal Peterson, allenatore di pallacanestro statunitense (n. 1892)
- 2 settembre - Pietro Bianchi, critico cinematografico, critico letterario e giornalista italiano (n. 1909)
- 2 settembre - Ludovico Camangi, ingegnere e politico italiano (n. 1903)
- 2 settembre - Stanisław Grochowiak, poeta e scrittore polacco (n. 1934)
- 2 settembre - Renato Pinciroli, attore italiano (n. 1905)
- 3 settembre - Franco Chiletto, fumettista, illustratore e pittore italiano (n. 1897)
- 3 settembre - Gino Coletti, anarchico e politico italiano (n. 1893)
- 3 settembre - Esteban Pedrol, calciatore e scacchista spagnolo (n. 1906)
- 3 settembre - Heinrich Schönfeld, allenatore di calcio e calciatore austriaco (n. 1900)
- 4 settembre - Laco Novomeský, poeta, saggista e giornalista slovacco (n. 1904)
- 4 settembre - Giggi Spaducci, commediografo e poeta italiano (n. 1889)
- 5 settembre - Vittorio Notarnicola, giornalista italiano (n. 1923)
- 6 settembre - Clarice Benini, scacchista italiana (n. 1905)
- 6 settembre - Felice Mina, scultore e medaglista italiano (n. 1912)
- 6 settembre - Francisco Javier Ochoa Ullate, vescovo cattolico spagnolo (n. 1889)
- 6 settembre - Giasone Tomassucci, liutaio italiano (n. 1896)
- 6 settembre - Antonio Zamora, editore, giornalista e politico spagnolo (n. 1896)
- 7 settembre - Renato Baiguera, calciatore italiano (n. 1906)
- 7 settembre - Daniel F. Galouye, scrittore di fantascienza statunitense (n. 1920)
- 7 settembre - Birger Halvorsen, altista norvegese (n. 1905)
- 8 settembre - Emilio Arnstein, calciatore, dirigente sportivo e arbitro di calcio austriaco (n. 1886)
- 8 settembre - Desmond Andrew Herbert, botanico australiano (n. 1898)
- 8 settembre - Willem Janssen, calciatore olandese (n. 1880)
- 8 settembre - Olga Solbelli, attrice italiana (n. 1898)
- 9 settembre - Consuelo N. Bailey, politica e avvocatessa statunitense (n. 1899)
- 9 settembre - Mao Zedong, rivoluzionario, politico e militare cinese (n. 1893)
- 9 settembre - Giannina Marchini, mezzofondista e velocista italiana (n. 1906)
- 9 settembre - John Edward Taylor, vescovo cattolico statunitense (n. 1914)
- 10 settembre - Ignazio Balla, giornalista, scrittore e traduttore ungherese (n. 1885)
- 10 settembre - Zenone Benini, politico italiano (n. 1902)
- 10 settembre - Enrico Campi, basso-baritono italiano (n. 1919)
- 10 settembre - Dorothy Devore, attrice e comica statunitense (n. 1899)
- 10 settembre - John Heaton, bobbista e skeletonista statunitense (n. 1908)
- 10 settembre - Gianni Nardi, terrorista e militare italiano (n. 1946)
- 10 settembre - Dalton Trumbo, sceneggiatore, regista e scrittore statunitense (n. 1905)
- 11 settembre - Jan Kunc, compositore, insegnante e scrittore ceco (n. 1883)
- 11 settembre - Ferrante Rittatore Vonwiller, archeologo italiano (n. 1919)
- 13 settembre - Camilo Ponce Enríquez, politico ecuadoriano (n. 1912)
- 13 settembre - José Vizcarra Nieto, cestista peruviano (n. 1927)
- 14 settembre - Renato Einaudi, matematico e fisico italiano (n. 1909)
- 14 settembre - Francesco Nonni, incisore, pittore e ceramista italiano (n. 1885)
- 14 settembre - Alfredo Porzio, pugile argentino (n. 1900)
- 14 settembre - Jan Zwartendijk, diplomatico e dirigente d'azienda olandese (n. 1896)
- 14 settembre - Paolo Karađorđević, principe (n. 1893)
- 15 settembre - Luigi De Michele, avvocato e politico italiano (n. 1903)
- 15 settembre - Edward O'Brien, velocista statunitense (n. 1914)
- 15 settembre - John Schneiter, bobbista svizzero (n. 1899)
- 15 settembre - Josef Sudek, fotografo cecoslovacco (n. 1896)
- 16 settembre - Bill Lampton, allenatore di calcio e calciatore inglese (n. 1914)
- 16 settembre - Bertha Lutz, politica e zoologa brasiliana (n. 1894)
- 19 settembre - Yehezkel Abramsky, rabbino e educatore bielorusso (n. 1886)
- 19 settembre - Choi Yong-kun, generale e politico nordcoreano (n. 1900)
- 19 settembre - Eugénie Droz, editrice e storica svizzera (n. 1893)
- 19 settembre - Enrico Martini, militare e partigiano italiano (n. 1911)
- 19 settembre - Sidney Swann, canottiere britannico (n. 1890)
- 20 settembre - Izrail' Markovič Jampol'skij, violinista e musicologo sovietico (n. 1905)
- 20 settembre - Renato Pascucci, prefetto italiano (n. 1887)
- 20 settembre - Achille Souchard, ciclista su strada francese (n. 1900)
- 21 settembre - Benjamin Graham, economista e imprenditore statunitense (n. 1894)
- 21 settembre - Ott Christoph Hilgenberg, ingegnere, scienziato e umanista tedesco (n. 1896)
- 21 settembre - Orlando Letelier, diplomatico e politico cileno (n. 1932)
- 21 settembre - Nils Middelboe, mezzofondista, triplista e calciatore danese (n. 1887)
- 21 settembre - Mario Rossi, medico e attivista italiano (n. 1925)
- 22 settembre - Emmanuel Berl, giornalista, storico e saggista francese (n. 1892)
- 22 settembre - Manuel Prats, calciatore spagnolo (n. 1902)
- 23 settembre - Umberto Guglielmotti, giornalista, politico e aviatore italiano (n. 1892)
- 24 settembre - Salvador Amêndola, pallanuotista brasiliano (n. 1906)
- 24 settembre - Hedy Bienenfeld, nuotatrice austriaca (n. 1906)
- 24 settembre - Paul Douglas, economista e politico statunitense (n. 1892)
- 24 settembre - Wilhelm Kamlah, filosofo tedesco (n. 1905)
- 25 settembre - Umberto Campagnolo, filosofo italiano (n. 1904)
- 25 settembre - Lionel Jack Dumbleton, entomologo neozelandese (n. 1905)
- 25 settembre - Red Faber, giocatore di baseball statunitense (n. 1888)
- 25 settembre - Alberto Gatto, calciatore italiano (n. 1931)
- 25 settembre - Carlo Mattrel, calciatore italiano (n. 1937)
- 26 settembre - Silvio Bagolini, attore italiano (n. 1914)
- 26 settembre - Leland Benham, attore statunitense (n. 1905)
- 26 settembre - André Maelbrancke, ciclista su strada belga (n. 1918)
- 26 settembre - Duke Reid, produttore discografico giamaicano (n. 1923)
- 26 settembre - Lavoslav Ružička, chimico croato (n. 1887)
- 26 settembre - Pál Turán, matematico ungherese (n. 1910)
- 27 settembre - Cesare Angelini, presbitero, scrittore e critico letterario italiano (n. 1886)
- 27 settembre - Morris Fishbein, medico e editore statunitense (n. 1889)
- 28 settembre - Giuseppe Agnello, archeologo, antifascista e politico italiano (n. 1888)
- 28 settembre - Raymond Collishaw, aviatore canadese (n. 1893)
- 28 settembre - Gino Manara, artigiano italiano (n. 1896)
- 29 settembre - Len Hutton, lunghista canadese (n. 1908)
- 29 settembre - Romolo Lastrucci, generale italiano (n. 1889)
- 29 settembre - Hans Peters, scenografo britannico (n. 1894)
- 30 settembre - Louis Fourestier, direttore d'orchestra, compositore e docente francese (n. 1892)
- 30 settembre - Aage Fønss, cantante lirico e attore cinematografico danese (n. 1887)
- 30 settembre - Offutt Pinion, tiratore a segno statunitense (n. 1910)
- 30 settembre - Josef Umbach, calciatore tedesco (n. 1888)

## Ottobre(91)
- 1º ottobre - Secondo Finotto, calciatore italiano (n. 1905)
- 1º ottobre - Fritz Winter, pittore tedesco (n. 1905)
- 2 ottobre - Cesarino Branduani, scrittore italiano (n. 1896)
- 2 ottobre - Quentin Jackson, musicista e trombonista statunitense (n. 1909)
- 2 ottobre - Gladys Leslie, attrice statunitense (n. 1899)
- 2 ottobre - Francesco Rossi, generale italiano (n. 1885)
- 3 ottobre - Émile Benveniste, linguista francese (n. 1902)
- 3 ottobre - Scott Duncan, calciatore e allenatore di calcio scozzese (n. 1888)
- 5 ottobre - Barbara Nichols, attrice statunitense (n. 1928)
- 5 ottobre - Lars Onsager, chimico e fisico norvegese (n. 1903)
- 5 ottobre - Richard Rokita, militare tedesco (n. 1894)
- 5 ottobre - Alfio Russo, giornalista italiano (n. 1902)
- 6 ottobre - José Arencibia, schermidore cubano (n. 1953)
- 6 ottobre - Ricardo Cabrera, schermidore cubano (n. 1953)
- 6 ottobre - Ramón Infante, schermidore cubano (n. 1949)
- 6 ottobre - Marguerite Laugier, astronoma francese (n. 1896)
- 6 ottobre - Antal Lyka, allenatore di calcio e calciatore ungherese (n. 1908)
- 6 ottobre - Leonardo Mackenzie, schermidore cubano (n. 1954)
- 6 ottobre - Luis Morales, schermidore e dirigente sportivo cubano (n. 1931)
- 6 ottobre - Riccardo Pitter, scultore e pittore italiano (n. 1899)
- 6 ottobre - Gilbert Ryle, filosofo britannico (n. 1900)
- 6 ottobre - Hans Theilig, pallamanista tedesco (n. 1914)
- 6 ottobre - Nancy Uranga, schermitrice cubana (n. 1954)
- 7 ottobre - Alfred Arndt, architetto tedesco (n. 1896)
- 7 ottobre - Roy Royston, attore britannico (n. 1899)
- 7 ottobre - Hisakichi Toyoda, nuotatore giapponese (n. 1912)
- 9 ottobre - Troy Middleton, generale statunitense (n. 1889)
- 9 ottobre - Walter Warlimont, generale tedesco (n. 1894)
- 9 ottobre - Evgenij Zavojskij, fisico sovietico (n. 1907)
- 10 ottobre - Tadeusz Friedrich, schermidore polacco (n. 1903)
- 11 ottobre - Mario Bernasconi, generale e aviatore italiano (n. 1892)
- 11 ottobre - Connee Boswell, cantante statunitense (n. 1907)
- 11 ottobre - Alfredo Bracchi, paroliere, regista e commediografo italiano (n. 1897)
- 11 ottobre - Adelmo Damerini, musicologo e compositore italiano (n. 1880)
- 11 ottobre - Herbert Hirth, calciatore tedesco (n. 1884)
- 11 ottobre - João Bosco Burnier, religioso brasiliano (n. 1917)
- 12 ottobre - Cheng Xiaoqing, scrittore cinese (n. 1893)
- 13 ottobre - Massimo Poggi, dirigente sportivo italiano (n. 1908)
- 13 ottobre - Jerzy Strzałka, schermidore polacco (n. 1933)
- 13 ottobre - Heinrich Träg, calciatore tedesco (n. 1893)
- 14 ottobre - Gáspár Borbás, calciatore ungherese (n. 1884)
- 14 ottobre - Edith Evans, attrice britannica (n. 1888)
- 15 ottobre - Adele Bei, sindacalista e politica italiana (n. 1904)
- 15 ottobre - Carlo Gambino, mafioso italiano (n. 1902)
- 15 ottobre - Antonín Křišťál, calciatore cecoslovacco (n. 1904)
- 15 ottobre - Erwin Lambert, militare e funzionario tedesco (n. 1909)
- 15 ottobre - Darix Togni, circense e attore italiano (n. 1922)
- 16 ottobre - Giorgio Buila, calciatore italiano (n. 1913)
- 16 ottobre - Julien Grujon, ciclista su strada francese (n. 1904)
- 16 ottobre - Rufino Niccacci, francescano italiano (n. 1911)
- 16 ottobre - Alfredo Pitto, calciatore italiano (n. 1906)
- 16 ottobre - Enrico Poggi, velista italiano (n. 1908)
- 16 ottobre - André Vandelle, sciatore di pattuglia militare francese (n. 1902)
- 16 ottobre - Francisco Villegas, allenatore di calcio e calciatore argentino (n. 1924)
- 17 ottobre - Franz Altheim, storico delle religioni, filologo classico e storico dell'arte tedesco (n. 1898)
- 17 ottobre - Radasłaŭ Astroŭski, politico bielorusso (n. 1887)
- 17 ottobre - Enrique Soladrero, calciatore spagnolo (n. 1913)
- 18 ottobre - Yorgos Javellas, regista e sceneggiatore greco (n. 1916)
- 18 ottobre - Giacomo Lercaro, cardinale italiano (n. 1891)
- 18 ottobre - Paul Schmidt, ingegnere e inventore tedesco (n. 1898)
- 19 ottobre - Tito Balestra, poeta italiano (n. 1923)
- 22 ottobre - Edward Burra, pittore britannico (n. 1905)
- 22 ottobre - Nancy Harkness Love, aviatrice statunitense (n. 1914)
- 22 ottobre - Georgios A. Megas, insegnante e germanista greco (n. 1893)
- 22 ottobre - Elisabetta Elena di Thurn und Taxis, nobile tedesca (n. 1903)
- 23 ottobre - Horacio Muñoz, calciatore cileno (n. 1905)
- 24 ottobre - Marga Boodts, tedesca (n. 1895)
- 24 ottobre - Helen Gaige, zoologa statunitense (n. 1890)
- 24 ottobre - Frederika van der Goes, nuotatrice sudafricana (n. 1908)
- 24 ottobre - David McCrae, calciatore scozzese (n. 1901)
- 24 ottobre - Pietro Melandri, ceramista, pittore e decoratore italiano (n. 1885)
- 24 ottobre - Georgij Aleksandrovič Ostrogorskij, bizantinista russo (n. 1902)
- 25 ottobre - Oreste Pieroni, politico italiano (n. 1899)
- 25 ottobre - Raymond Queneau, scrittore, poeta e drammaturgo francese (n. 1903)
- 25 ottobre - John Sörenson, ginnasta svedese (n. 1889)
- 25 ottobre - Kiki Urbani, ballerina e showgirl italiana (n. 1927)
- 26 ottobre - Arrigo Benedetti, giornalista, scrittore e partigiano italiano (n. 1910)
- 26 ottobre - Deryck Cooke, musicologo, compositore e conduttore radiofonico inglese (n. 1919)
- 26 ottobre - Spartaco Marchi, baritono italiano (n. 1891)
- 26 ottobre - Francesco Savio, critico cinematografico, regista e sceneggiatore italiano (n. 1925)
- 27 ottobre - Jerry Bush, cestista e allenatore di pallacanestro statunitense (n. 1914)
- 27 ottobre - José Maciel Senra, cestista brasiliano
- 28 ottobre - Aarne Juutilainen, militare finlandese (n. 1904)
- 29 ottobre - Gloria Hope, attrice statunitense (n. 1901)
- 29 ottobre - Renzo Vestrini, canottiere e pittore italiano (n. 1906)
- 30 ottobre - Karianne Christiansen, sciatrice alpina norvegese (n. 1949)
- 30 ottobre - Carlo Gonan, politico italiano (n. 1910)
- 30 ottobre - Alfred Landé, fisico tedesco (n. 1888)
- 31 ottobre - Eileen Gray, architetta irlandese (n. 1878)
- 31 ottobre - Adolfo Heisinger, calciatore argentino (n. 1898)
- 31 ottobre - Linda Watkins, attrice statunitense (n. 1908)

## Novembre(105)
- 1º novembre - Filip Johansson, calciatore svedese (n. 1902)
- 2 novembre - Maurice Champreux, montatore, direttore della fotografia e regista francese (n. 1893)
- 2 novembre - Alexis Michiels, ciclista su strada belga (n. 1893)
- 2 novembre - Rudolf Röckl, calciatore austriaco (n. 1927)
- 2 novembre - Fritz Zorn, scrittore svizzero (n. 1944)
- 3 novembre - Giuseppe Cavanna, calciatore italiano (n. 1905)
- 3 novembre - Dean Dixon, direttore d'orchestra statunitense (n. 1915)
- 3 novembre - Anton Grasser, generale tedesco (n. 1891)
- 3 novembre - Alfred Ittner, militare tedesco (n. 1907)
- 3 novembre - Urs Küry, vescovo vetero-cattolico svizzero (n. 1901)
- 3 novembre - Leonardo Severini, attore e doppiatore italiano (n. 1921)
- 4 novembre - Massimo Dallamano, regista e direttore della fotografia italiano (n. 1917)
- 4 novembre - Isa Querio, attrice italiana (n. 1893)
- 4 novembre - Toni Ulmen, pilota automobilistico tedesco (n. 1906)
- 4 novembre - Jenő Vinyei, calciatore ungherese (n. 1922)
- 5 novembre - Willi Hennig, biologo, entomologo e zoologo tedesco (n. 1913)
- 5 novembre - Franciszek Szymczyk, pistard polacco (n. 1892)
- 6 novembre - Gastone Ciapini, attore italiano (n. 1894)
- 6 novembre - Patrick Dennis, scrittore statunitense (n. 1921)
- 6 novembre - Franz Hölbl, sollevatore austriaco (n. 1927)
- 6 novembre - Alexander Wiener, immunologo statunitense (n. 1907)
- 6 novembre - Domenico Zappone, giornalista e scrittore italiano (n. 1911)
- 7 novembre - Vincenzo Buronzo, letterato e politico italiano (n. 1884)
- 7 novembre - Jean Haag, calciatore svizzero (n. 1895)
- 7 novembre - Wivan Pettersson, nuotatrice svedese (n. 1904)
- 7 novembre - Roy Williams, artista e animatore statunitense (n. 1907)
- 8 novembre - André Coeuroy, musicologo francese (n. 1891)
- 8 novembre - Gottfried von Cramm, tennista tedesco (n. 1909)
- 8 novembre - Giorgio Ferrini, calciatore e allenatore di calcio italiano (n. 1939)
- 8 novembre - Billy Martin, giocatore di football americano statunitense (n. 1938)
- 8 novembre - Clara G. McMillan, politica statunitense (n. 1894)
- 9 novembre - Frankie Carbo, mafioso statunitense (n. 1904)
- 9 novembre - Öyvind Fahlström, poeta, scrittore e pittore svedese (n. 1928)
- 9 novembre - Billy Halop, attore statunitense (n. 1920)
- 9 novembre - Hale Hamilton, attore statunitense (n. 1880)
- 9 novembre - Rosina Lhévinne, pianista russa (n. 1880)
- 9 novembre - Maria Peron, infermiera e partigiana italiana (n. 1915)
- 9 novembre - Bernhard Rein, calciatore estone (n. 1897)
- 9 novembre - Armas Taipale, discobolo finlandese (n. 1890)
- 9 novembre - Jan Wasiewicz, calciatore polacco (n. 1911)
- 10 novembre - Gino Bergami, fisiologo e politico italiano (n. 1903)
- 10 novembre - Theodore Besterman, parapsicologo, bibliografo e traduttore polacco (n. 1904)
- 10 novembre - Wout Buitenweg, calciatore olandese (n. 1893)
- 10 novembre - Gustave Roud, poeta svizzero (n. 1897)
- 11 novembre - Alexander Calder, scultore statunitense (n. 1898)
- 12 novembre - Michail Iosifovič Gurevič, ingegnere aeronautico sovietico (n. 1893)
- 12 novembre - Morgan Moore Moulder, politico e avvocato statunitense (n. 1904)
- 12 novembre - Walter Piston, compositore statunitense (n. 1894)
- 12 novembre - András Wanié, nuotatore ungherese (n. 1911)
- 13 novembre - Henri Collé, ciclista su strada svizzero (n. 1893)
- 13 novembre - Franco Simone, critico letterario italiano (n. 1913)
- 14 novembre - Pasquale Parodi, allenatore di calcio e calciatore italiano (n. 1909)
- 15 novembre - Jean Gabin, attore francese (n. 1904)
- 15 novembre - Ivo Isetto, calciatore italiano (n. 1921)
- 15 novembre - Ercole Patti, scrittore, giornalista e sceneggiatore italiano (n. 1904)
- 15 novembre - Domenico Viotto, politico e antifascista italiano (n. 1887)
- 16 novembre - Gina Gennai, poetessa italiana (n. 1887)
- 16 novembre - Niwa Kawamoto, supercentenaria giapponese (n. 1863)
- 16 novembre - Giacomo Macchi, militare e aviatore italiano (n. 1886)
- 16 novembre - Vincent Massari, politico, editore e giornalista italiano (n. 1898)
- 16 novembre - Federico Seneca, pubblicitario, disegnatore e grafico italiano (n. 1891)
- 17 novembre - Renato Calapso, matematico italiano (n. 1901)
- 17 novembre - Joost Meerloo, medico, psichiatra e psicoterapeuta olandese (n. 1903)
- 17 novembre - Lucia Schiavinato, personalità religiosa italiana (n. 1900)
- 18 novembre - Carlo Albini, calciatore italiano (n. 1914)
- 18 novembre - Man Ray, pittore, fotografo e regista statunitense (n. 1890)
- 19 novembre - Enzo Biliotti, attore italiano (n. 1887)
- 19 novembre - Gene Gallette, cestista statunitense (n. 1919)
- 19 novembre - Wayne Millner, giocatore di football americano e allenatore di football americano statunitense (n. 1913)
- 19 novembre - Auguste Pelsmaeker, allenatore di calcio e calciatore belga (n. 1899)
- 19 novembre - Basil Spence, architetto britannico (n. 1907)
- 19 novembre - Joaquim Teixeira, calciatore portoghese (n. 1917)
- 20 novembre - Bruno Corra, scrittore e sceneggiatore italiano (n. 1892)
- 20 novembre - Maria Di Gregorio, religiosa italiana (n. 1885)
- 20 novembre - Fontaine La Rue, attrice statunitense (n. 1897)
- 20 novembre - Trofim Denisovič Lysenko, agronomo sovietico (n. 1898)
- 20 novembre - M'hamed Chenik, politico tunisino (n. 1889)
- 21 novembre - Niles Welch, attore statunitense (n. 1888)
- 22 novembre - Ermanno Aebi, arbitro di calcio e calciatore svizzero (n. 1892)
- 22 novembre - Luigi Bianchi, avvocato, dirigente sportivo e calciatore italiano (n. 1885)
- 22 novembre - Peter Birkhäuser, pittore svizzero (n. 1911)
- 22 novembre - Rupert Davies, attore britannico (n. 1916)
- 23 novembre - Boris Genrichovič Dolin, regista sovietico (n. 1903)
- 23 novembre - André Malraux, scrittore e politico francese (n. 1901)
- 23 novembre - Antonio Pizzuto, scrittore e traduttore italiano (n. 1893)
- 23 novembre - Pietro Valdoni, chirurgo italiano (n. 1900)
- 23 novembre - Eduard Wolpers, calciatore tedesco (n. 1900)
- 24 novembre - Antonio Leopoldo Basso, geografo e antifascista italiano (n. 1902)
- 24 novembre - Egon Wiberg, chimico tedesco (n. 1901)
- 25 novembre - Al-Zirikli, letterato e giornalista siriano (n. 1893)
- 26 novembre - Antonio Follese, politico italiano (n. 1907)
- 27 novembre - Diego Valeri, poeta, traduttore e saggista italiano (n. 1887)
- 28 novembre - Humberto Elgueta, calciatore cileno (n. 1904)
- 28 novembre - Len Harvey, pugile inglese (n. 1907)
- 28 novembre - Bob McNaught, regista e produttore cinematografico britannico (n. 1915)
- 28 novembre - Rosalind Russell, attrice statunitense (n. 1907)
- 29 novembre - Godfrey Cambridge, attore statunitense (n. 1933)
- 29 novembre - Walter Hieber, chimico tedesco (n. 1895)
- 29 novembre - Giovanni Voyer, tenore spagnolo (n. 1901)
- 29 novembre - José da Costa Nunes, cardinale e patriarca cattolico portoghese (n. 1880)
- 30 novembre - Ivan Ignat'evič Jakubovskij, generale e politico sovietico (n. 1912)
- 30 novembre - Antonio Morassi, storico dell'arte e funzionario italiano (n. 1893)
- 30 novembre - Giacomo Narizzano, calciatore italiano (n. 1907)
- 30 novembre - Fritz Rasp, attore tedesco (n. 1891)
- 30 novembre - Friedrich Schulz, generale tedesco (n. 1897)

## Dicembre(87)
- 2 dicembre - Ramases, musicista britannico (n. 1934)
- 2 dicembre - Tommaso Maestrelli, calciatore, allenatore di calcio e dirigente sportivo italiano (n. 1922)
- 2 dicembre - William Tannen, attore statunitense (n. 1911)
- 3 dicembre - Jacques Carlu, architetto francese (n. 1890)
- 3 dicembre - Alfredo Dinale, ciclista su strada e pistard italiano (n. 1900)
- 3 dicembre - Angelo Iachino, ammiraglio italiano (n. 1889)
- 3 dicembre - Mary Nash, attrice statunitense (n. 1884)
- 3 dicembre - Aleksandr Aleksandrovič Novikov, generale sovietico (n. 1900)
- 3 dicembre - Leo Pestelli, scrittore, linguista e critico cinematografico italiano (n. 1909)
- 3 dicembre - Rossano, cantante e attore italiano (n. 1946)
- 4 dicembre - Giuseppe Bertuzzi, calciatore italiano (n. 1906)
- 4 dicembre - Tommy Bolin, chitarrista statunitense (n. 1951)
- 4 dicembre - Benjamin Britten, compositore, direttore d'orchestra e pianista britannico (n. 1913)
- 4 dicembre - Edmondo Della Valle, calciatore italiano (n. 1904)
- 4 dicembre - Clara Horton, attrice statunitense (n. 1904)
- 4 dicembre - Abd Allah bin Abd al-Rahman Al Sa'ud, principe saudita (n. 1893)
- 5 dicembre - Aristide Bonfà, mezzofondista italiano (n. 1907)
- 5 dicembre - Adolph Gregory Schmitt, vescovo cattolico e missionario tedesco (n. 1905)
- 6 dicembre - Contardo Giorgi, aviatore italiano (n. 1938)
- 6 dicembre - João Goulart, avvocato e politico brasiliano
- 6 dicembre - Marcel Leboutte, calciatore belga (n. 1880)
- 7 dicembre - Tancredi Dotta Rosso, politico italiano (n. 1921)
- 7 dicembre - Josef Tesař, allenatore di calcio cecoslovacco (n. 1895)
- 8 dicembre - Albert Borschette, diplomatico e politico lussemburghese (n. 1920)
- 8 dicembre - Cathy Downs, attrice statunitense (n. 1926)
- 8 dicembre - Max Janlet, schermidore belga (n. 1903)
- 8 dicembre - Isidoro Sota, calciatore messicano (n. 1902)
- 9 dicembre - Wes Ferrell, giocatore di baseball statunitense (n. 1908)
- 9 dicembre - Oscar Moccia, funzionario e prefetto italiano (n. 1898)
- 9 dicembre - Han van Senus, pallanuotista olandese (n. 1900)
- 10 dicembre - Tullio Abelli, politico italiano (n. 1921)
- 10 dicembre - Harold French Dodge, statistico statunitense (n. 1893)
- 10 dicembre - Nino Martini, tenore e attore italiano (n. 1902)
- 11 dicembre - Ernesto Brivio, produttore cinematografico, imprenditore e politico italiano (n. 1915)
- 11 dicembre - Francesco Merli, tenore italiano (n. 1887)
- 11 dicembre - Elmyr de Hory, pittore ungherese (n. 1906)
- 12 dicembre - Jack Cassidy, attore statunitense (n. 1927)
- 12 dicembre - Severino Rosso, calciatore e allenatore di calcio italiano (n. 1898)
- 12 dicembre - Vadim Borisovič Šavrov, ingegnere aeronautico e storico sovietico (n. 1898)
- 12 dicembre - Lars Schybergson, calciatore finlandese (n. 1894)
- 13 dicembre - Giovanni Dalmasso, agronomo italiano (n. 1886)
- 13 dicembre - Tigran Gorgiev, compositore di scacchi sovietico (n. 1910)
- 14 dicembre - Donald Menzel, astronomo statunitense (n. 1901)
- 14 dicembre - Prisco Palumbo, militare e poliziotto italiano (n. 1952)
- 14 dicembre - Pietro Vaccari, storico e politico italiano (n. 1880)
- 15 dicembre - Walter Alasia, brigatista italiano (n. 1956)
- 15 dicembre - Ernst Fegté, scenografo tedesco (n. 1900)
- 15 dicembre - Grégoire Kayibanda, politico ruandese (n. 1924)
- 16 dicembre - Amedeo Bocchi, pittore e scultore italiano (n. 1883)
- 17 dicembre - Franz Turchi, giornalista, politico e editore italiano (n. 1893)
- 18 dicembre - Luitpold Dussler, storico dell'arte tedesco (n. 1895)
- 19 dicembre - Giuseppe Caselli, pittore italiano (n. 1893)
- 19 dicembre - Mariano Pierucci, fisico italiano (n. 1893)
- 20 dicembre - Richard J. Daley, politico statunitense (n. 1902)
- 20 dicembre - Hans von Obstfelder, generale tedesco (n. 1886)
- 20 dicembre - Ned Washington, paroliere statunitense (n. 1901)
- 21 dicembre - Charles Coward, militare britannico (n. 1905)
- 21 dicembre - Orazio Fiume, compositore e musicista italiano (n. 1908)
- 21 dicembre - Paul Mazé, missionario e arcivescovo cattolico francese (n. 1885)
- 21 dicembre - Lorine Livingston Pruette, psicologa e scrittrice statunitense (n. 1896)
- 21 dicembre - Leon Suzin, architetto polacco (n. 1901)
- 22 dicembre - Martín Luis Guzmán, scrittore, giornalista e diplomatico messicano (n. 1887)
- 23 dicembre - Frank Forest, tenore e attore cinematografico statunitense (n. 1896)
- 23 dicembre - Dino Olivetti, ingegnere e imprenditore italiano (n. 1912)
- 24 dicembre - Duarte Nuno di Braganza, portoghese (n. 1907)
- 25 dicembre - Antonio Bruna, calciatore italiano (n. 1895)
- 25 dicembre - Frankie Darro, attore statunitense (n. 1917)
- 25 dicembre - Irving Lerner, regista e giornalista statunitense (n. 1909)
- 25 dicembre - Conduelo Píriz, calciatore uruguaiano (n. 1904)
- 26 dicembre - Józef Hermanowicz, presbitero, scrittore e poeta bielorusso (n. 1890)
- 27 dicembre - Anders Ahlgren, lottatore svedese (n. 1888)
- 27 dicembre - Herman Doerner, pallanuotista australiano (n. 1914)
- 27 dicembre - Heinrich Mechling, calciatore tedesco (n. 1892)
- 28 dicembre - Manuel Alday, calciatore spagnolo (n. 1917)
- 28 dicembre - Raden Ariffien, regista, sceneggiatore e giornalista indonesiano (n. 1902)
- 28 dicembre - Rudolf Berthold, calciatore tedesco (n. 1903)
- 28 dicembre - Katharine Byron, politica statunitense (n. 1903)
- 28 dicembre - Freddie King, chitarrista statunitense (n. 1934)
- 28 dicembre - Alfieri Sacchetti, calciatore italiano (n. 1919)
- 29 dicembre - Gerald Basil Edwards, scrittore britannico (n. 1899)
- 29 dicembre - Ivo Van Damme, mezzofondista belga (n. 1954)
- 30 dicembre - Giovanni Battista Brusin, storico e archeologo italiano (n. 1883)
- 30 dicembre - Rudi Fischer, pilota automobilistico svizzero (n. 1912)
- 30 dicembre - Ignazio Leone, attore italiano (n. 1923)
- 31 dicembre - Sándor Bortnyik, pittore e disegnatore ungherese (n. 1893)
- 31 dicembre - Luigi Colacicchi, compositore, direttore di coro e etnomusicologo italiano (n. 1900)
- 31 dicembre - Alberto Pagliarini, calciatore italiano (n. 1905)

## Senza giorno specificato(63)
- Simón Arriaga, attore spagnolo
- Floreal Edgardo Avellaneda, attivista argentino (n. 1960)
- Margherita Beloch Piazzolla, matematica italiana (n. 1879)
- Aldo Bergonzoni, pittore e scultore italiano (n. 1899)
- Umberto Borghi, cestista italiano (n. 1928)
- Aldo Borlenghi, poeta, filologo e italianista italiano (n. 1913)
- Strelsa Brown, attrice inglese (n. 1919)
- Kempton Bunton, criminale inglese (n. 1904)
- Vasco Campagnano, tenore e baritono italiano (n. 1910)
- Albert Ceen, pittore australiano (n. 1903)
- Gigi Comolli, pittore italiano (n. 1893)
- Paul E. P. Deraniyagala, paleontologo, zoologo e artista singalese (n. 1900)
- Giulio Cesare Dogliotti, medico italiano (n. 1906)
- Marcelle Dormoy, stilista francese (n. 1895)
- José Díaz Morales, regista e sceneggiatore spagnolo (n. 1908)
- Ali El-Hassani, calciatore egiziano (n. 1897)
- Luigi Epifanio, architetto italiano (n. 1898)
- Marie Anne Erize, modella e attivista argentina (n. 1952)
- Valentina Aleksandrovna Fedorec, astronoma sovietica (n. 1923)
- Stelio Ferolla, medico e chirurgo italiano (n. 1930)
- Yukio Gotō, calciatore giapponese
- Gino Graziani, imprenditore italiano (n. 1893)
- Giorgio Gregorj, ingegnere e politico italiano (n. 1885)
- Aleksandr Grinberg, fotografo russo (n. 1885)
- Han Qingtang, artista marziale cinese (n. 1901)
- Craig Hutchinson, regista e sceneggiatore statunitense (n. 1891)
- Walter Joachim, calciatore austriaco (n. 1901)
- Helmut Kunz, militare e criminale tedesco (n. 1910)
- Stanislas Lazovert, medico e imprenditore russo (n. 1887)
- Duilio Lucarelli, montatore italiano (n. 1897)
- Maleno Malenotti, regista, sceneggiatore e produttore cinematografico italiano (n. 1913)
- Giuseppe Mancinelli, generale italiano (n. 1895)
- Aldo Marzot, educatore italiano (n. 1904)
- Carmelo Mendola, scultore italiano (n. 1895)
- Giuseppe Montanari, pittore italiano (n. 1889)
- Alfredo Morea, avvocato, militare e politico italiano (n. 1897)
- Renato Mucci, traduttore, poeta e giornalista italiano (n. 1893)
- Armen Ohanian, danzatrice, attrice e scrittrice armena (n. 1887)
- Alice Orlowski, militare e criminale di guerra tedesca (n. 1903)
- Cesare Pallavicino, ingegnere italiano (n. 1893)
- Edgar Pangborn, scrittore statunitense (n. 1909)
- Biagio Petrocelli, giurista italiano (n. 1892)
- Luigi Poterzio, politico italiano (n. 1904)
- Simeon Potter, linguista britannico (n. 1898)
- Ferdinando Reggiori, architetto, archeologo e restauratore italiano (n. 1898)
- Ramon Reventós, architetto spagnolo (n. 1892)
- Giuseppe Adolfo Roero di Cortanze, generale italiano (n. 1890)
- František Ryšavý, calciatore cecoslovacco (n. 1900)
- Giuseppe Sabatini, giurista e avvocato italiano (n. 1911)
- Albert Salomon, chirurgo tedesco (n. 1883)
- Barore Sassu, poeta italiano (n. 1891)
- Francesco Scaini, pittore italiano (n. 1907)
- Kebedech Seyoum, guerrigliera etiope
- Hugh Shaw, allenatore di calcio e calciatore scozzese
- Sami Shelbayah, cestista egiziano (n. 1933)
- Enzo Silingardi, calciatore italiano (n. 1902)
- Edward Joseph Todhunter, militare britannico (n. 1900)
- Lelio Vittorio Valobra, avvocato italiano (n. 1900)
- Mario Viana, scrittore italiano (n. 1883)
- Georg Widmer, calciatore svizzero (n. 1903)
- Dmytro Zajciw, entomologo ucraino (n. 1897)
- Armando Zavatta, presbitero e missionario italiano (n. 1915)
- Arcangelo Zerbini, calciatore italiano (n. 1920)